# Mönchengladbacher Münster

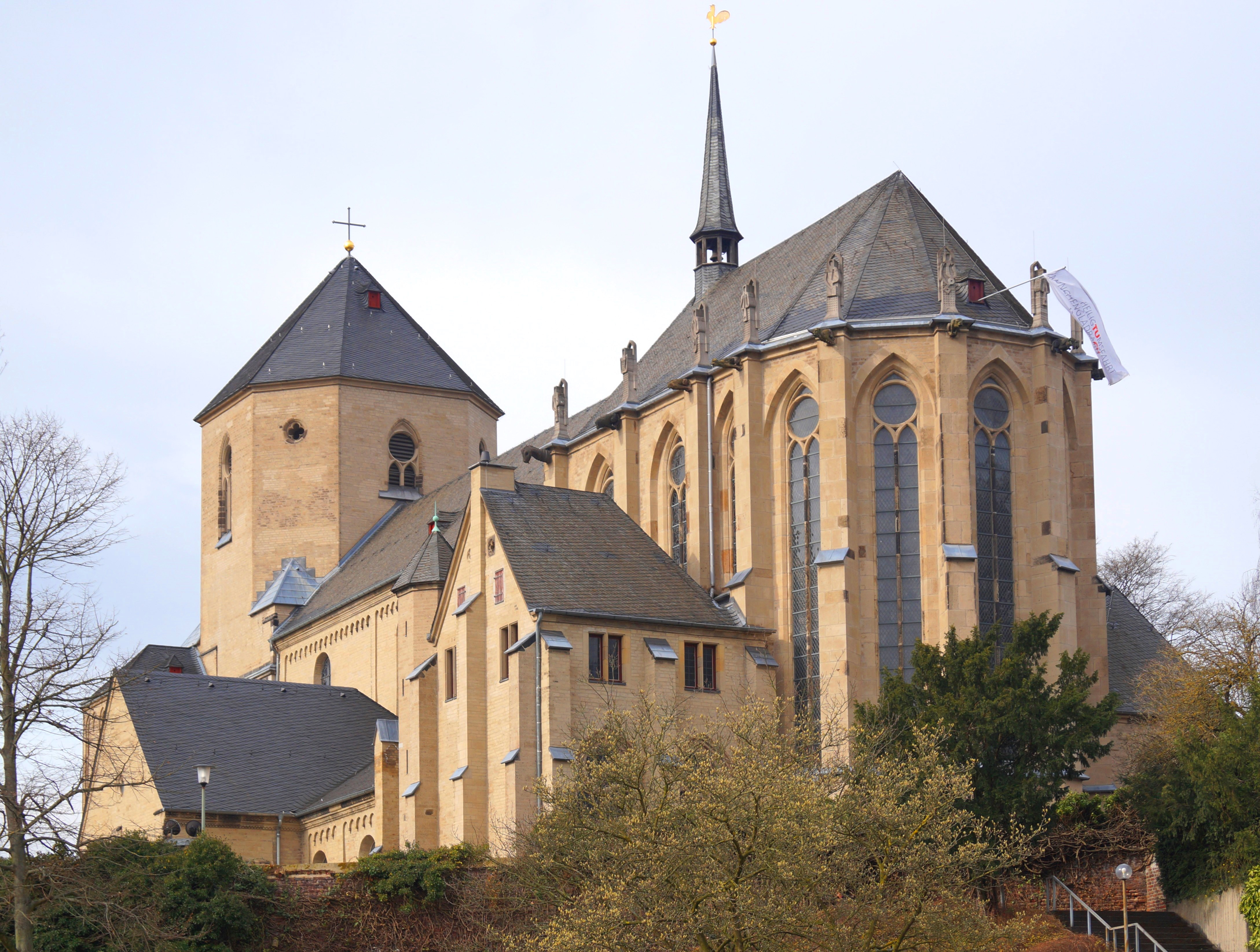
Mönchengladbacher Münster St. Vitus

Das Mönchengladbacher Münster St. Vitus ist eine römisch-katholische Kirche in Mönchengladbach. Von 974 bis zum Jahr 1802 war das Münster die Abteikirche der Benediktinerabtei Gladbach. Heute ist sie die Pfarrkirche der Gemeinschaft der Gemeinden Mönchengladbach-Mitte im Bistum Aachen. 1974 wurde die Kirche von Papst Paul VI. anlässlich des 84. Deutschen Katholikentages in Mönchengladbach und der 1000-Jahr-Feier der Abteigründung zur päpstlichen Basilica minor erhoben.

## Geschichte der Abtei

### Gründung
Erzbischof Gero von Köln gründete nach seiner Rückkehr aus Konstantinopel, wahrscheinlich um 974, auf dem Gladbacher Hügel eine Abtei. Er stellte sie unter den Schutz des Heiligen Geistes, der Gottesmutter Maria sowie des Märtyrers Vitus. Dies geschah in einer Zeit, in der sich das Mönchtum nach der Teilung des Frankenreiches Kaiser Karls des Großen wieder neu entwickelte und neue Reformbewegungen von den Abteien Gorze bei Metz und Cluny in Burgund ausstrahlten. Zum ersten Abt in Gladbach wurde Sandrad benannt, der als Mönch aus St. Maximin in Trier kam und zuvor schon in zahlreichen Klöstern als Reformator gewirkt hatte. Sandrad war eine bedeutende religiöse Gestalt seiner Zeit, die das besondere Vertrauen des Kaisers Otto I. und seiner Gemahlin Adelheid genoss. Sandrad soll der Beichtvater der Kaiserin gewesen sein.
Von der Gründung der Abtei wird die folgende Legende erzählt:
Als der Kölner Erzbischof Gero und in seiner Begleitung der Trierer Mönch Sandrad auf der Suche nach einem geeigneten Ort für die beabsichtigte Gründung eines Klosters zu den Ruinen auf dem Abteiberg kamen, dem „unbewirtschafteten Berg, den dichter, schattiger Wald überzog“, hörten sie tief im Innern des Berges eine Glocke; sie folgten dem Klang und fanden, in einem hohlen Stein verborgen, die Reliquien der Heiligen Vitus, Cornelius, Cyprianus, Chrysantus und Barbara aus der zerstörten Balderichkirche. Damit war der Ort der Klostergründung durch ein göttliches Zeichen gewiesen.
Tatsächlich geht die Legende auf eine alte Handschrift zurück, Fundatio genannt, die die Gründungsgeschichte der Abtei Gladbach als Archetyp etwa um 1090 beschrieb, heute aber im Original nicht mehr existiert. Die älteste bekannte Abschrift dieser Handschrift befindet sich in der Bibliothek der Societé des Bollandistes in Brüssel. Das Dokument muss in der Zeit um 1120–1130 entstanden sein. In lateinischer Sprache behandelt es das Zusammentreffen Geros und Sandrads sowie die Legende von der Gründung der Abtei. Der erste Kirchenbau durch Balderich in der Zeit Karls des Großen wird erwähnt. Der Autor berichtet weiterhin über die Zerstörung dieser Vorgängerkirche in der Regierungszeit Otto I. durch das „ruchlose Volk der Ungarn“.
Erzbischof Gero war ein gebürtiger Sachse und St. Vitus war der Stammespatron der Sachsen sowie Patron des ottonischen Königshauses. Die Reliquien des hl. Vitus wurden im Jahre 836 von dem vornehmen Kloster St. Denis bei Paris, das auch die Grabstätte fränkischer Könige war, nach Corvey an der Weser übertragen. Wenn auch die Übertragung der Vitusreliquien direkt nach Gladbach nicht ausgeschlossen werden kann, so kann doch angenommen werden, dass ab 836 eine Verbindung zum hl. Vitus bestand, die niedergeschriebene Gründungsgeschichte bestätigt werden kann und die Reliquien sich bereits vor der Gründung der Abtei hier befanden.
Der Gründungsort in Gladbach hatte aber für Gero auch einen Nachteil: Die geistliche Zuständigkeit über das Kölner Eigenkloster lag bei dem Bischof von Lüttich, der wiederum Suffragan des Erzbischofs war. Dem Kölner Erzbischof blieb aber die Schutzverpflichtung über das Kloster, sowie die Oberaufsicht über die weltliche Gerichtsbarkeit. Weiterhin gehörten die daraus fließenden Gefälle, das heißt die Erträge, Einkünfte und Abgaben zu seinem Eigentum. Gero dürfte das strategische politische Ziel verfolgt haben, weiteren Einfluss über die eigenen Bistumsgrenzen hinaus zu gewinnen.
Die Mönche verpflichteten sich auf die Regel des hl. Benedikt. Bei der Profess gelobten die Mönche Stabilitas loci, das heißt Bindung an ein bestimmtes Kloster, klösterlichen Lebenswandel und Gehorsam.

### Entwicklung der Abtei
Während der Amtszeit des Kölner Erzbischofs Everger (985 bis 999), der für seinen herben Charakter berüchtigt war, fand ein Gebietstausch mit Lüttich statt: Das Erzbistum erhielt Gladbach und Rheydt, während Lüttich Tegelen, Lobberich und Venlo übertragen bekam. Everger war zuvor 986 verantwortlich für die zeitweilige Versetzung des Abts Folrad und des gesamten Konvents der Abtei Gladbach in die Abtei Groß St. Martin in Köln.
Die Geschichte der Abtei in den Folgejahren der Gründung entsprach im Wesentlichen der anderer Benediktinerklöster. Die Blütezeit der Abtei lag in der Periode des Kunstschaffens am Rhein vom zehnten bis zum Ende des dreizehnten Jahrhunderts. Dies spiegeln die Baumaßnahmen und Erweiterungen in dieser Zeit am Münster wider. Spätestens bis 1120 wurde das Kloster Teil der Siegburger Reform.

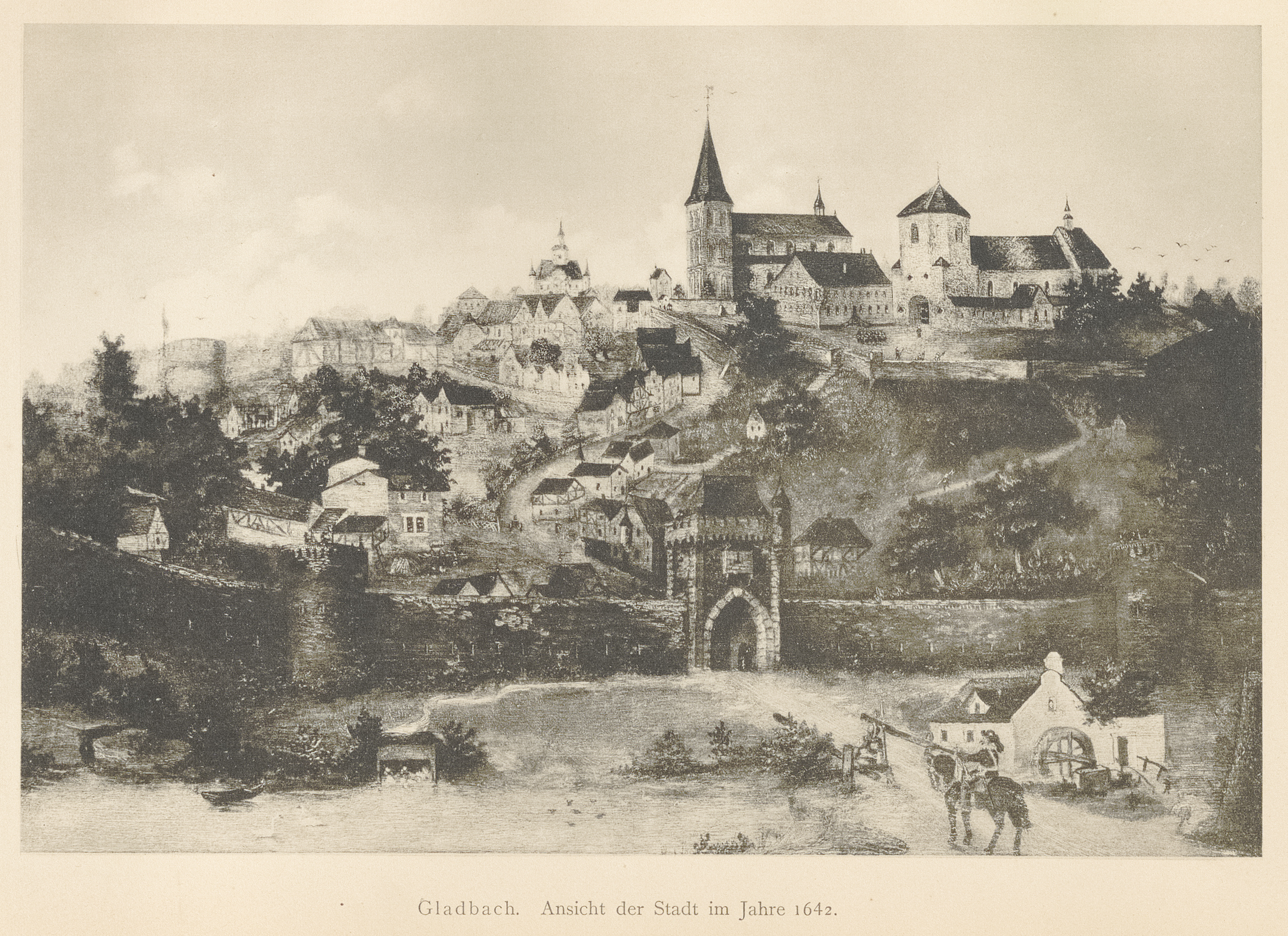
Stadt, Abtei und Klosterkirche im Jahr 1642

Zum Ende des 13. Jahrhunderts setzte wie andernorts ein Niedergang des geistigen Lebens sowie ein Verfall der klösterlichen Disziplin ein. Die Gladbacher Abtei schloss sich 1511 unter Abt Ägidius von Bocholtz dem Bursfelder Reformverband an, mit dem die Abtei aus eigener Kraft wieder zu ihrer eigentlichen Aufgabe zurückfand. Nach dem Dreißigjährigen Krieg 1618–1648, der schwere Schäden hinterlassen hatte, war die Abtei von einem gegenreformatorischen Geist angetrieben.
Mit dem Frieden von Lunéville ging das Rheinland 1801 an Frankreich. Die Säkularisation in den linksrheinischen Départements 1802 bewirkte eine Verstaatlichung der Kirchengüter und bedeutete die faktische Enteignung der katholischen Kirche. Das Kloster in Gladbach wurde 1802 geschlossen und die Klostergebäude wurden verkauft. Das bewegliche Vermögen geriet in viele Hände. 1803 zog eine Baumwollfabrik in die ehrwürdigen Klostergebäude ein. 1804 wurde das Münster durch Dekret des Bischofs Marcus Antonius Berdolet von Aachen der Pfarre Gladbach als „Hülfs- und Annexkapelle“ zugewiesen.
Seit 1835 beherbergt der barocke Prälaturbau des ehemaligen Benediktinerklosters das Rathaus der Stadt Mönchengladbach. Die Stadt feierte 1974, in Anlehnung an die Gründung der Abtei 974, das 1000-jährige Stadtjubiläum.

### Äbte von Gladbach
| Name                                | von      | bis       | Bemerkungen                                                                                        |
| ----------------------------------- | -------- | --------- | -------------------------------------------------------------------------------------------------- |
| Sandrad                             | 974      | 985/6     | 981 auch Abt von Weißenburg; nach Weißenburger Tradition war er Bischof; † 24. August 985 oder 986 |
| Meginhard I.                        | 981      | 984       | Vertreter des Sandrads während dessen Vertreibung aus Gladbach; im Abtskatalog nicht erwähnt       |
| Folrad                              | 985/986  | vor 999   | Nachfolger Sandrads; † 26. April                                                                   |
| Obert                               | um 1000  |           | † 4. Juli vor 1060 (Xantener Nekrolog)                                                             |
| Folbert                             | 1001     | 1021      | † 14. April 1021; identisch mit Abt Folbert von Deutz                                              |
| Arabo                               | um 1024  |           | |
| Heinrich (Hemerich)                 | 1052     | 1066      | |
| Meginhard II.                       | 1066     | nach 1090 | |
| Adalbero                            | um 1090  | um 1100   | |
| Christian                           | um 1100  | um 1129   | |
| Walter I.                           | um 1129  | vor 1144  | |
| Everwin                             | um 1144  | um 1158   | |
| Rupert                              | um 1158  | 1183      | |
| Walter II.                          | 1183     | vor 1197  | |
| Hermann I.                          | um 1197  | um 1210   | |
| Gerhard                             | um 1215  | um 1240   | † 29. November vor 1240                                                                            |
| Hermann II.                         | vor 1241 | 1256      | |
| Dietrich (Theodericus)              | um 1256  | um 1301   | Zerrüttung der wirtschaftlichen Grundlagen des Klosters; wurde vom Erzbischof Wigbold abgesetzt.   |
| Wilhelm von Helpenstein             | vor 1304 | 1334      | |
| Wilhelm von Oranien                 | 1334     | 1366      | Sohn des Ritters Wilhelm von Oranien                                                               |
| Giselbert von Welz                  | 1366     | 1398      | |
| Johann von Troisdorf                | 1398     | 1418      | |
| Wilhelm von Jülich (Administrator)  | 1418     | 1424      | Ab 1424 Abt von St. Pantaleon Köln                                                                 |
| Wilhelm Rover von Wevelinghoven I.  | 1424     | 1450      | |
| Wilhelm Rover von Wevelinghoven II. | 1450     | 1492      | |
| Johann von Epsendorf                | 1492     | 1505      | |
| Aegidius von Bocholtz               | 1505     | 1538      | |
| Peter von Bocholtz                  | 1538     | 1573      | Hatte Ansehen innerhalb der Bursfelder Kongregation                                                |
| Jacob Hecken                        | 1574     | 1583      | |
| Vitus Ulricus                       | 1583     | 1587      | |
| Antonius Odendahl                   | 1587     | 1592      | |
| Theodor Hülsen                      | 1592     | 1600      | |
| Arnold von Hückelhoven              | 1601     | 1619      | |
| Heinrich Gormans                    | 1619     | 1635      | |
| Petrus Sybenius                     | 1635     | 1658      | |
| Bruno Karmanns                      | 1658     | 1680      | |
| Ambrosius Steingens                 | 1680     | 1703      | 1685–1703 Präsident der Bursfelder Kongregation                                                    |
| Petrus Knor                         | 1703     | 1725      | |
| Servatius van den Berg              | 1725     | 1750      | 1728–1750 Präsident der Bursfelder Kongregation                                                    |
| Ambrosius Specht                    | 1750     | 1772      | |
| Lambertus Raves                     | 1772     | 1799      | |
| Maurus Ahn                          | 1799     | 1802      | |

## Baugeschichte der Kirche

### Kirchenbau um 800

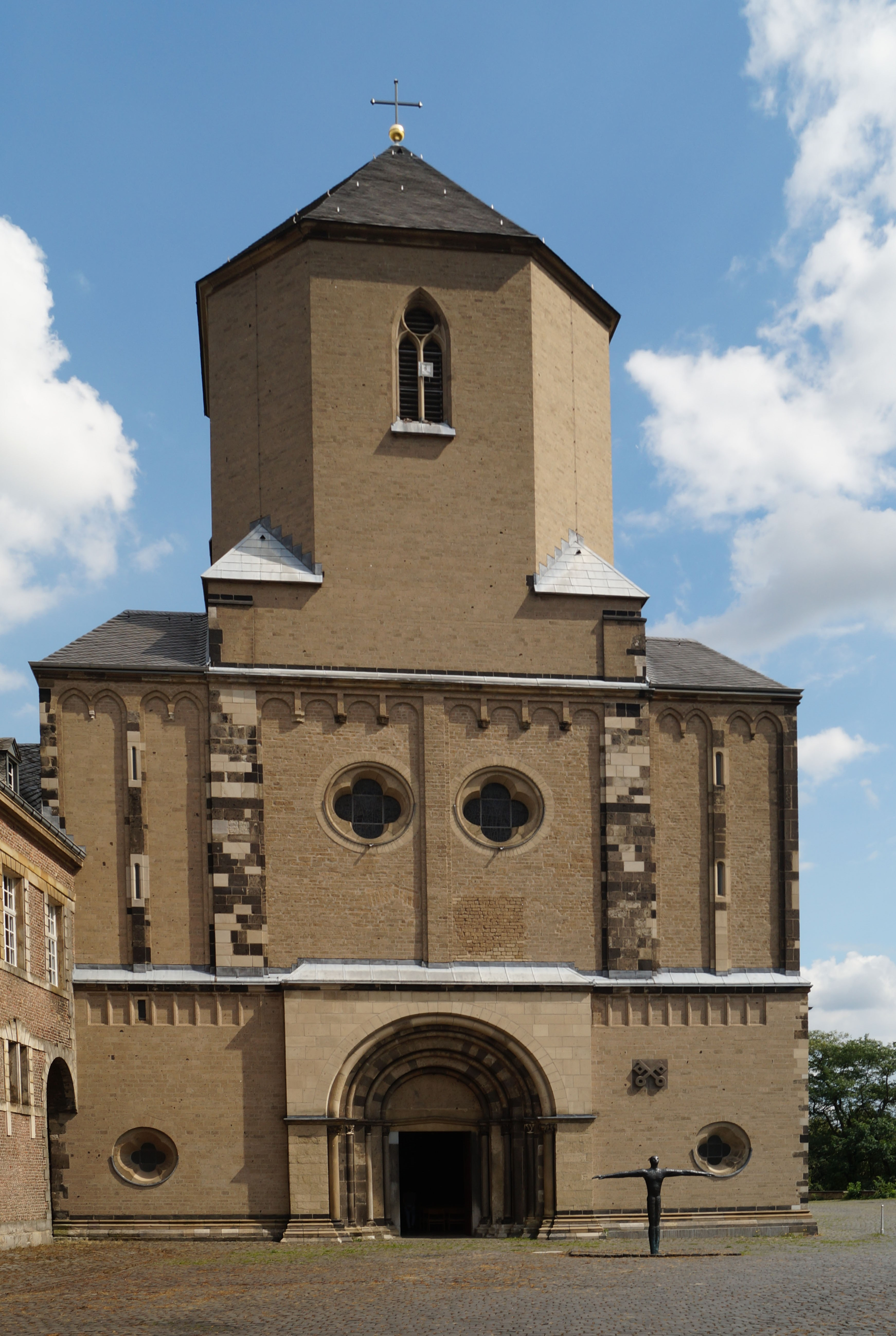
Westturm 2014

Die Geburtsstunde des Gladbacher Münsters lag um 800, schon weit vor seiner eigentlichen Gründung. Erste gesicherte Kenntnisse über eine Besiedlung des Abteiberges gibt ein Bericht aus dem späten 11. Jahrhundert wieder. Dieser entstand wahrscheinlich im Skriptorium, dem Schreibraum des späteren Gladbacher Klosters. In einer reich ausgeschmückten Erzählung wird ein „gewisser Balderich, Vornehmer des Reiches“ erwähnt, der bereits lange vor der Gründung der Abtei eine Kirche auf dem Hügel erbaut habe, die von den Ungarn im Jahre 954 zerstört worden sei.

### Erste Klosterkirche
Den Grabungsfunden von 1955 zufolge handelte es sich bei der ersten Klosterkirche von 974 um einen langgestreckten, saalartigen Raum, dem sich im Osten vermutlich ein kleiner quadratischer Chorraum und im Westen ein schmaler, dreigeteilter Querbau mit Vorhof anschlossen. Der karolingische Kirchenbau wurde unter dem zweiten Abt Folrad (985/86–998) vollendet und sollte noch bis ins späte 12. Jahrhundert Bestand haben. Abt Heinrich schaffte um 1052 eine Kirchenglocke an, die annehmen lässt, dass zu dieser Zeit bereits ein Westturm vorhanden war.

### Zweite Klosterkirche

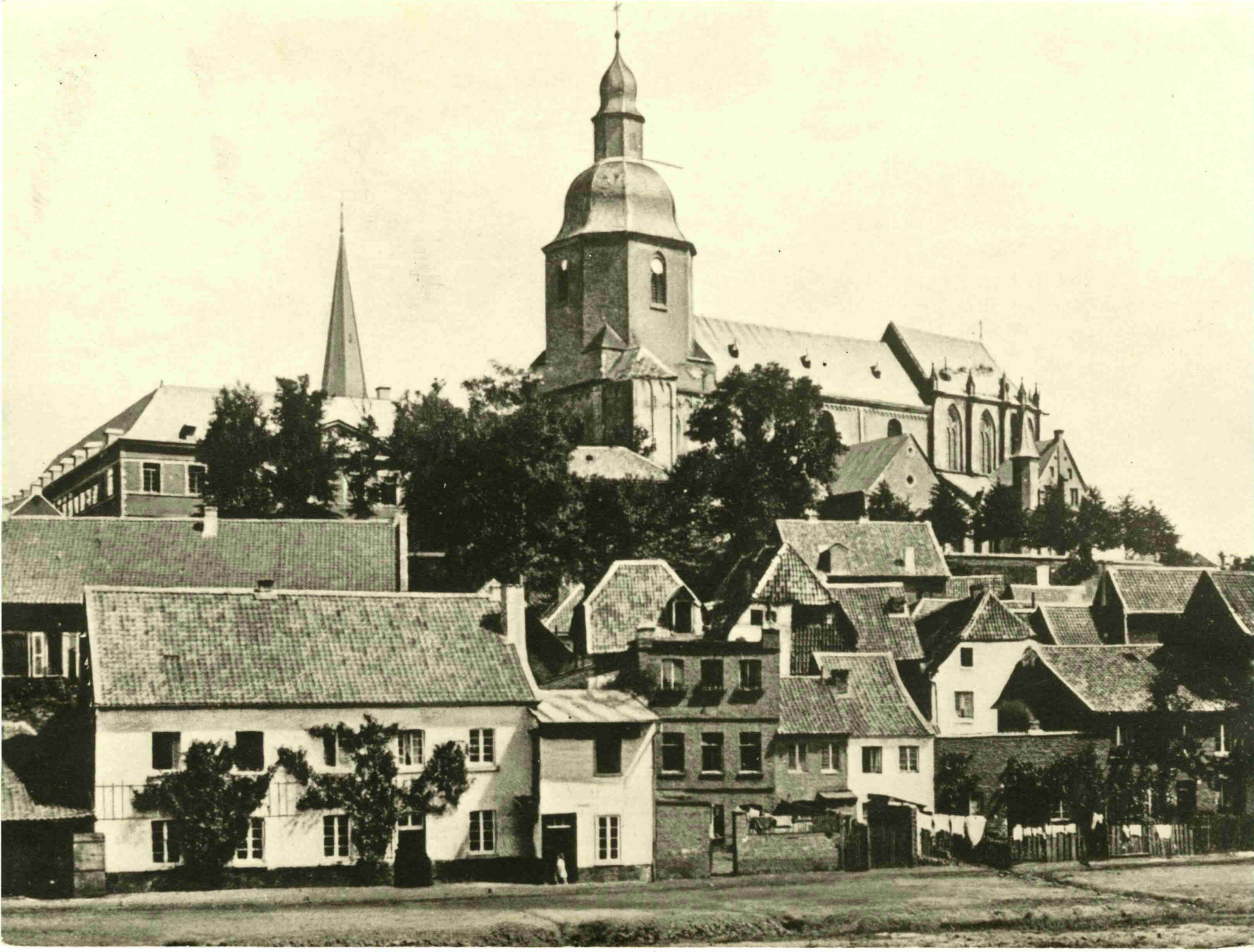
Abteiberg um 1885: Das Münster mit barocker geschweifter Haube

Zwischen 1024 und 1067 wurde die erste Abteikirche erweitert. Die Krypta und der Chor wurden im 11. Jahrhundert als Neubau der zweiten Klosterkirche erstellt. Die Stelle und die Ausmaße des Baus weisen auf eine völlige Neuplanung im Baustil einer romanischen Basilika des Mittelalters hin.
Im 12. Jahrhundert entstanden das Untergeschoss des heutigen Westturms mit dem mächtigen Portal, die Eingangshalle und die Empore sowie die Kapelle des Abts.
In der ersten Hälfte des 13. Jahrhunderts entstand das Langhaus aus spätstaufischer Zeit, und der Chor wurde ausgebaut. Von dieser Planung künden noch heute das mächtige Westwerk des Münsters sowie der gotische Chor. Für die Planung und Durchführung konnte der Kölner Dombaumeister Gerhard von Köln gewonnen werden. Gerhard vollendete das Bauwerk des Gladbacher Münsters zu seinen Lebzeiten – im Gegensatz zum Kölner Dom. Albertus Magnus, der bedeutende Gelehrte, Reichsfürst und Bischof von Regensburg, gab der Kirche am 12. April 1275 die Weihe.
Im 14. Jahrhundert erhielt das Langhaus des Münsters mit seiner Einwölbung seine heutige Gestalt. Das Oktogon und das nördliche Treppenhaus entstanden. Beginnend bei den Seitenschiffen schritt der Bau von Westen nach Osten bis zur geplanten Vierung voran. Doch schon die Einwölbung des Mittelschiffes musste auf spätere Zeiten verschoben werden (sie erfolgte im 15. Jahrhundert). Ebenso wenig konnte der nach Kölner Vorbildern geplante Dreikonchenchor realisiert werden. Auf ihn weisen heute noch die vorhandenen mächtigen Bündelpfeiler mit der vorgesehenen Vierung hin.
Im 17./18. Jahrhundert erhielt das Münster „zeitgemäß“ eine barocke Ausstattung. Nur einige Kunstwerke des mittelalterlichen Inventars, wie das Gnadenbild der Gottesmutter in der Krypta oder das Taufbecken aus dem 12. Jahrhundert, blieben von der Barockisierung des Innern des Münsters ausgenommen. Der Turm erhielt unter Abt Servatius van den Berg 1749 eine geschweifte Haube, die noch bis in das späte 19. Jahrhundert Bestand hatte.
Das Münster wurde 1804 der Pfarre Gladbach zugewiesen. Unter Vincenz Statz wurde die ehemalige Abteikirche 1857–1862 restauriert. 1892 wurde die Barockhaube wieder abgebrochen und der Turm erhöht.

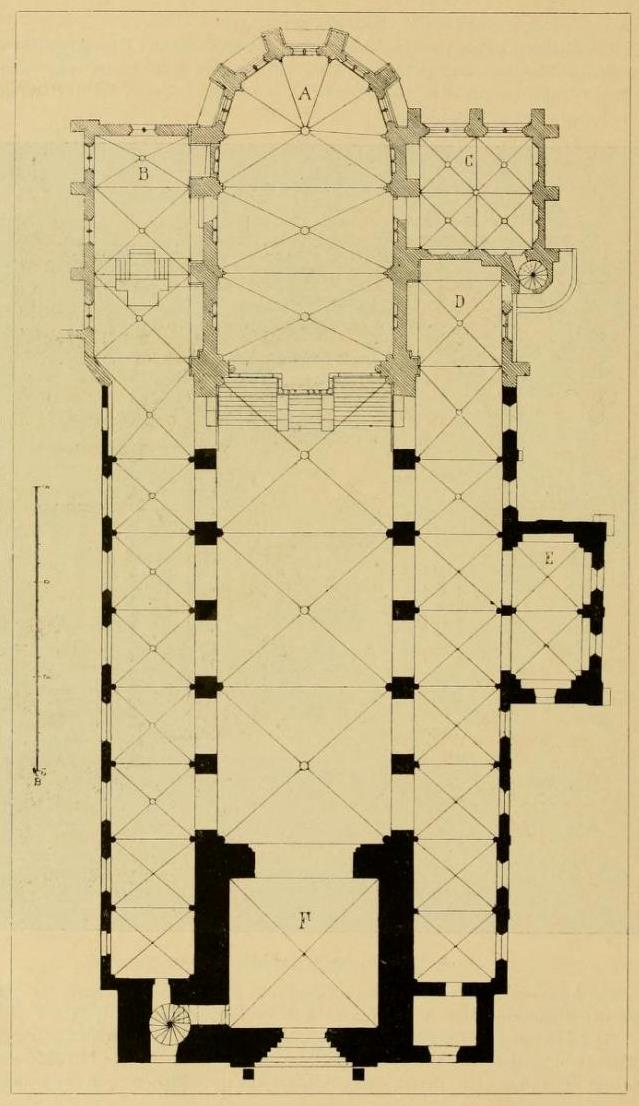
Grundriss der Abteikirche (Vincenz Statz, 1896)
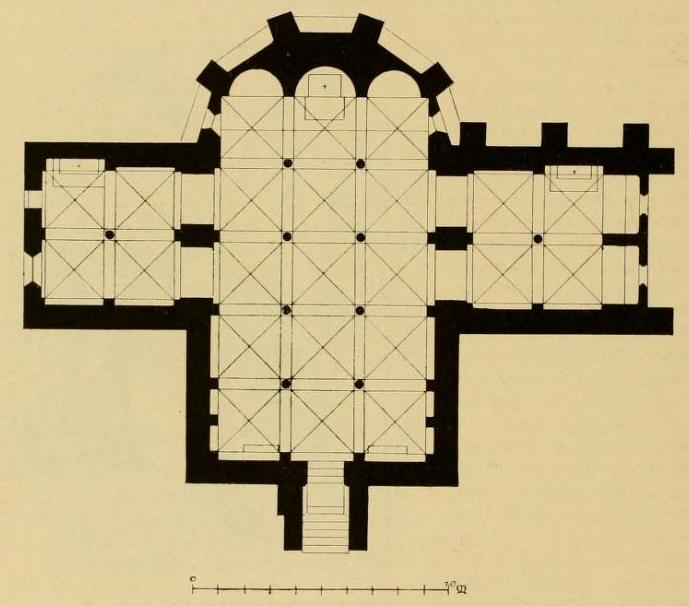
Grundriss der Krypta (Vincenz Statz, 1896)
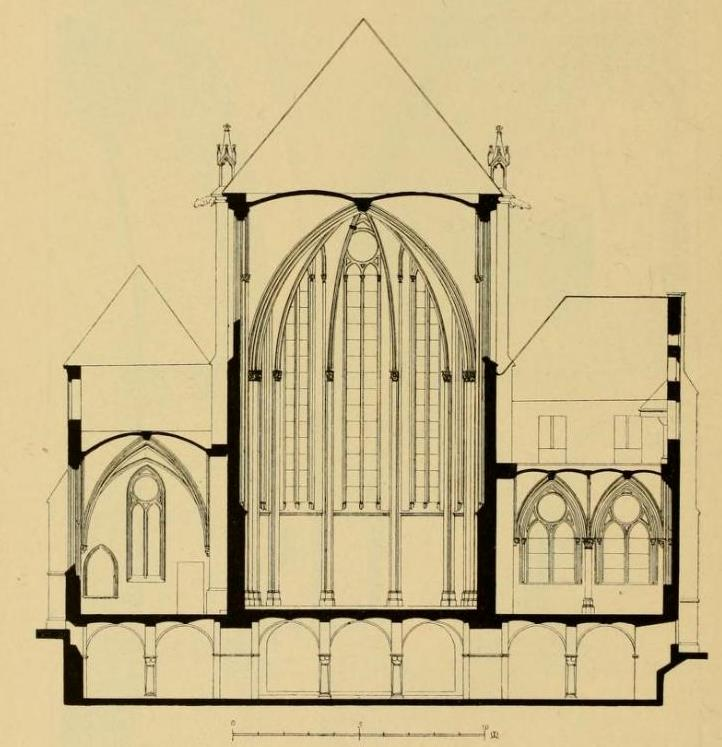
Querschnitt durch den Chor (Vincenz Statz, 1896)
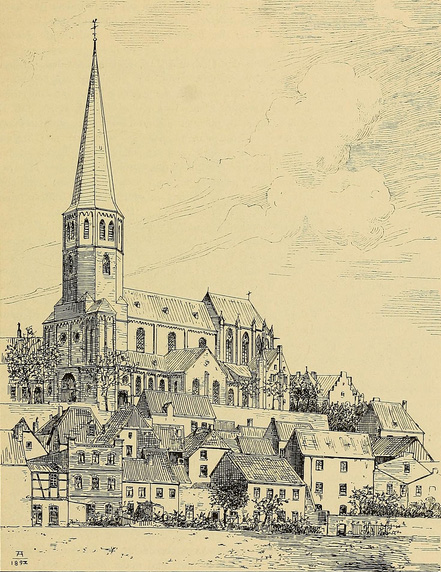
Münster von Südwesten (Ludwig Arntz, 1892)
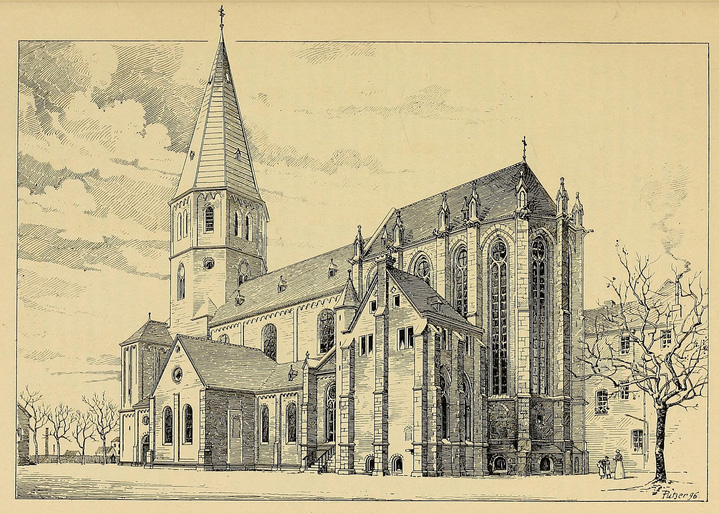
Münster von Südosten (Friedrich Pützer, 1896)

### Zweiter Weltkrieg und Nachkriegszeit

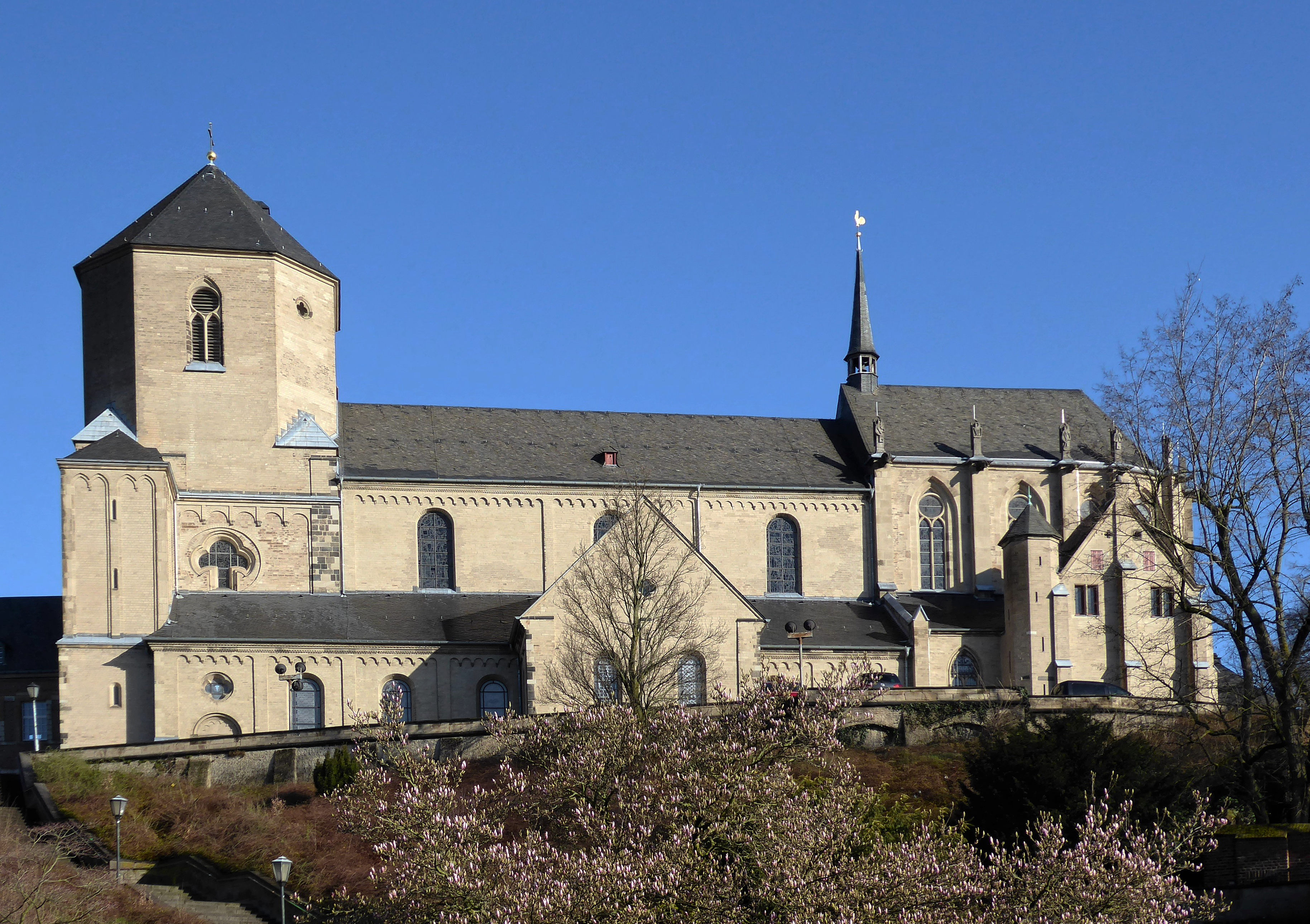
Südansicht

Das Münster wurde durch Bombeneinwirkungen 1943/1944 schwer beschädigt. Es brannten nicht nur die Dächer ab – die „Gewölbe der Seitenschiffe, des Chores und des Langhauses stürzten ein.“ Die Krypta wurde ebenfalls zerstört. Das Obergeschoss des Münsterturmes wurde weggerissen. Das Münster lief in dieser schweren Zeit Gefahr, dass auch noch die verbliebene Bausubstanz durch die Witterung weiter nachhaltig gefährdet würde.
Im Jahr 1947 gründete sich der Münster-Bauverein als eine Initiative aus der Mönchengladbacher Bürgerschaft. Er hatte sich zum Ziel gesetzt, die ehrwürdige Kultstätte des Westens und eines der beeindruckendsten Baudenkmäler der mittelalterlichen Architektur im Rheinland zu erhalten. Ab 1947 wurden umfangreiche Erneuerungen durchgeführt. Im Jahre 1950 fand wieder der erste Gottesdienst im Münster statt. 1952 wurde der Turm wiederhergestellt. Ende 1954 konnte das Gewölbe der Krypta restauriert werden. Ab 1955 fand eine Neuverglasung der Kirchenfenster statt. 1961 wurde eine neue Orgel von J. von Glatter-Götz (Rieger-Orgelbau) angeschafft. 1965 erhielt das Münster sein neues Geläut, das bis heute aus zehn Glocken besteht.
Für sein Kommunalwahlprogramm 2025 wählte der Kreisverband Mönchengladbach der AfD ein Photo des Mönchengladbacher Münsters als Titelbild, das mehr als die Hälfte des Titelblattes einnahm. Die katholische Innenstadtpfarrei St. Vitus reagierte scharf auf die Verwendung des Motivs und distanzierte sich von der Instrumentalisierung der Münster-Basilika für diese parteipolitischen Zwecke. Am 1. August 2025 erklärte sie, die Verwendung des Bildes sei „nicht mit uns abgesprochen, geschweige denn in unserem Sinne. … Die AfD vertritt aus unserer Sicht politische Positionen, die in zentralen Punkten dem christlichen Menschenbild widersprechen. Ihre Haltung zur Migration, zum gesellschaftlichen Zusammenhalt, zum Umgang mit Schwachen und Minderheiten ist mit den Grundwerten unseres christlichen Glaubens nicht vereinbar.“

## Ausstattung

### Kirchenraum

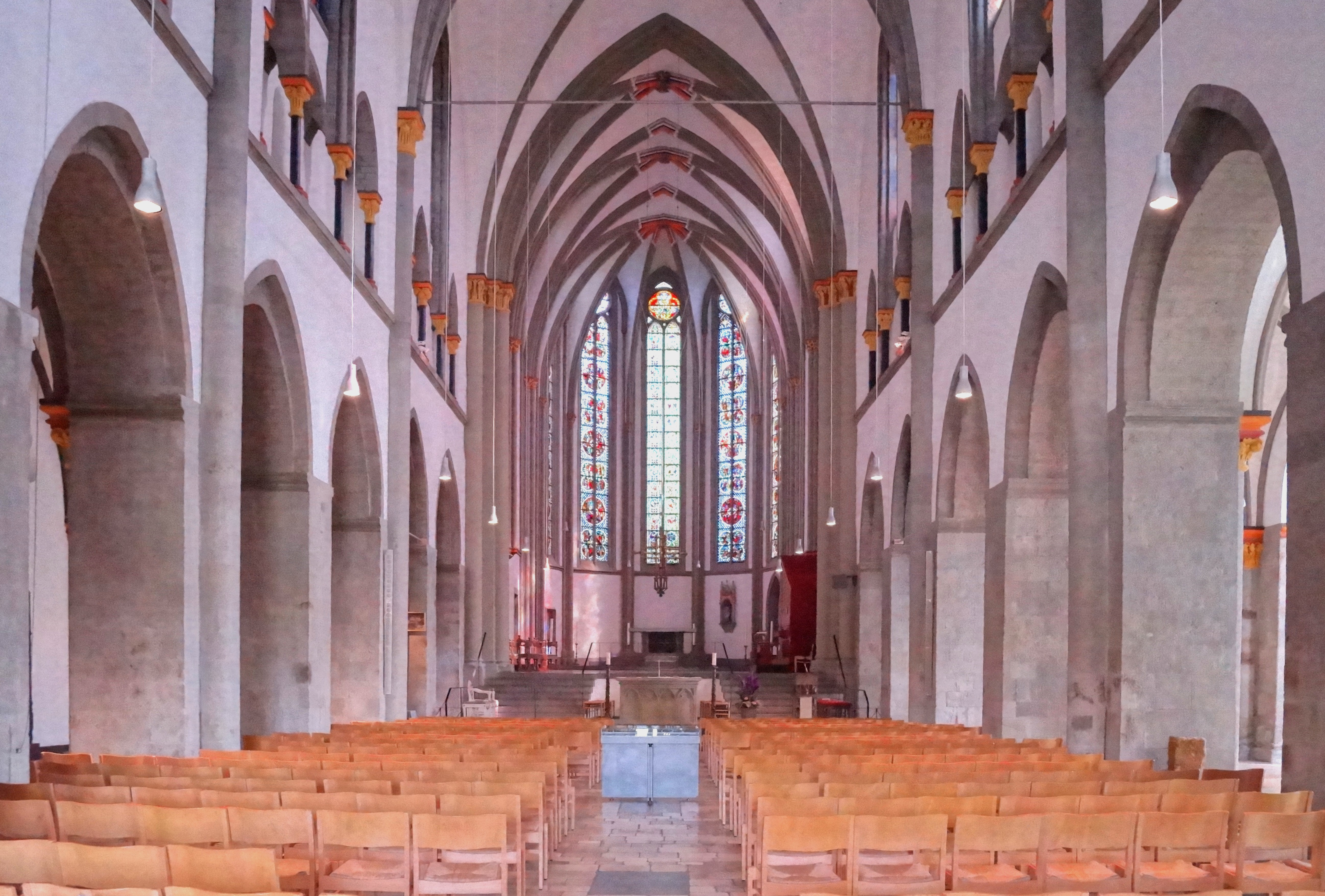
Kirchenraum und Chor

Der Kirchenraum wird geprägt von dem frühgotischen Mittelschiff und der hochgotischen Chorhalle, die mit schlanken und edlen Formen den architektonischen Höhepunkt des Inneren darstellt. Die reich geschmückten Säulen und Blendarkaden der Abtskapelle im Turmobergeschoss sind mit ihrer Entstehung in der Stauferzeit von größter Bedeutung im Rheinland. Für die mächtigen Hauptpfeiler des Langhauses wurden Trachytquader vom Drachenfels verwendet.
Die beiden Seitenschiffe wirken als eigene Räume und folgen dem Mittelschiff. Der Stephanuschor schließt das rechte Seitenschiff nach Osten ab. Seine Ausstattung und der Altar stammen aus der Zeit vor 1275. Außerhalb dieses Südschiffes entstand eine zweijochige Apostelkapelle, die auch capella baptisterii oder capella fontis (Taufkapelle) genannt wird. In dieser Kapelle steht der nach maasländischem Typus aus Blaustein geschaffene Taufstein aus dem 12. Jahrhundert. Ihn zieren löwenähnliche Fabelwesen und plastische Männerköpfe. 1975 schuf Franz Gutmann einen Bronzeeinsatz, der Szenen aus der Taufwasserweihe in der Osterzeit darstellt. Seit den 1950er Jahren befinden sich hier in einer Gruft drei Grablegen von Äbten des Klosters, welche von einer alten Grabplatte aus Namurer Blaustein abgedeckt werden.
Im Nordseitenschiff sind an den Wänden Grabplatten von Gräbern weiterer Äbte angebracht. Nördlich der Chorhalle befindet sich der 1275–1300 geschaffene Martinus-Chor, in dem die im späten 15. Jahrhundert entstandene niederrheinische Skulptur der Anna selbdritt aufbewahrt wird.
Der frühgotische Kreuzaltar bildet an seinem Platz vor der Chorhalle das Zentrum des Altarraums. Der Altar ist aus Weiberner Tuff gearbeitet und mit Spitzbogenblenden verziert.
Anlässlich der Jahrtausendfeier der Abteigründung erhielt das Münster 1975 als Geschenk der Stadt ein bronzenes Triumphkreuz von Elmar Hillebrand. Es zielt in figuralen Darstellungen und mit bildnerischen Verbindungen von alttestamentlichen, antiken und neutestamentlichen Motiven und Zitaten auf den Gekreuzigten Jesus Christus.
Der ebenfalls von Hillebrand 1991 geschaffene Ambo stellt in den oberen Ecken die Evangelisten Markus, Matthäus, Lukas und Johannes dar, die an den aufgeschlagenen Büchern zu erkennen sind. Die Regel des hl. Benedikt per ducatum evangelii – gehen wir unter der Führung des Evangeliums seine Wege – ziert den Ambo von vorne. Die Propheten Abraham, Jesaja, Moses und Jeremia verkörpern in weiteren Reliefs das Alte Testament. Die Buchauflage des Pultes stellt die Kreuzigungsszene mit Jesus Christus, Maria und Johannes dar.

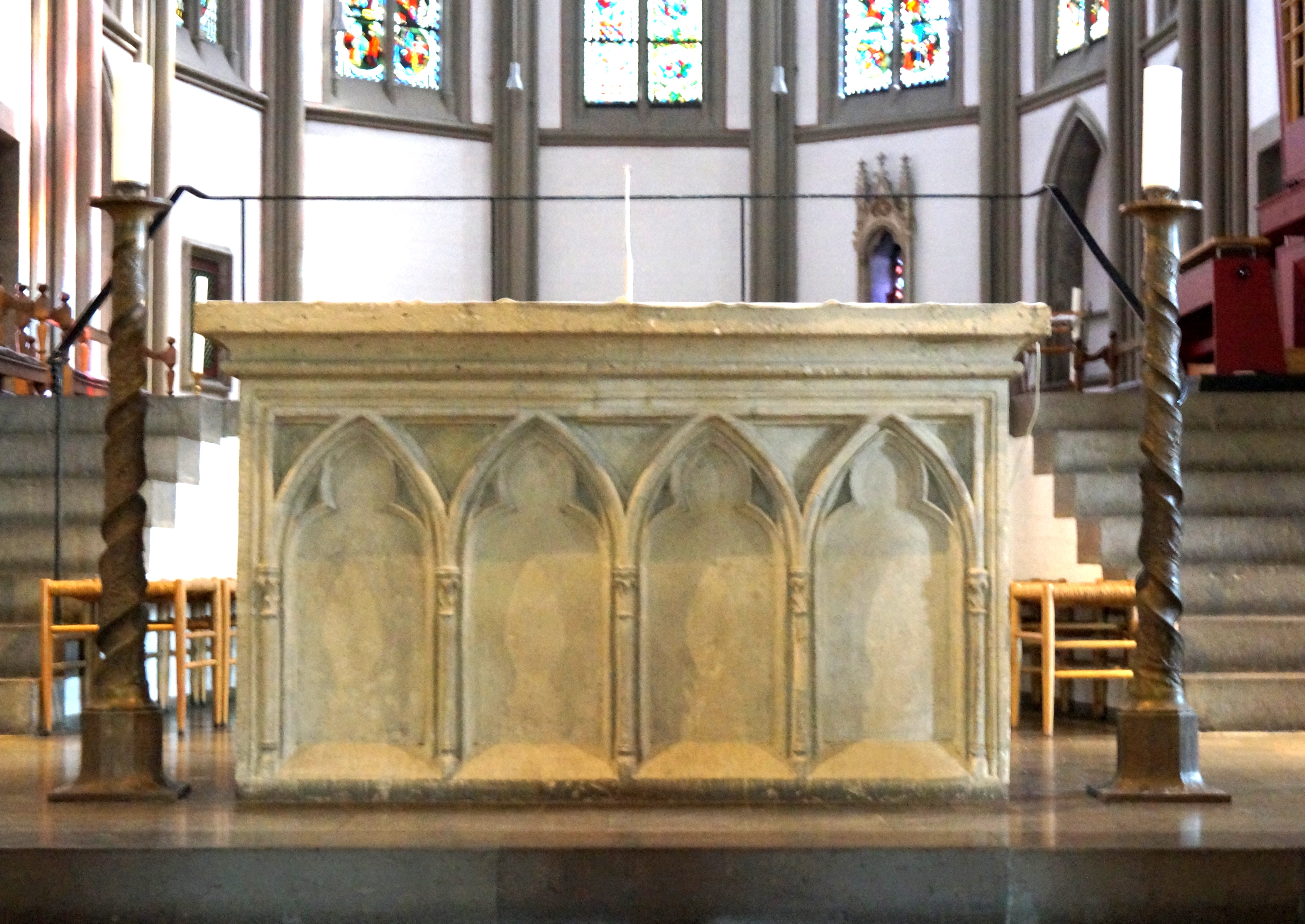
Frühgotischer Kreuzaltar
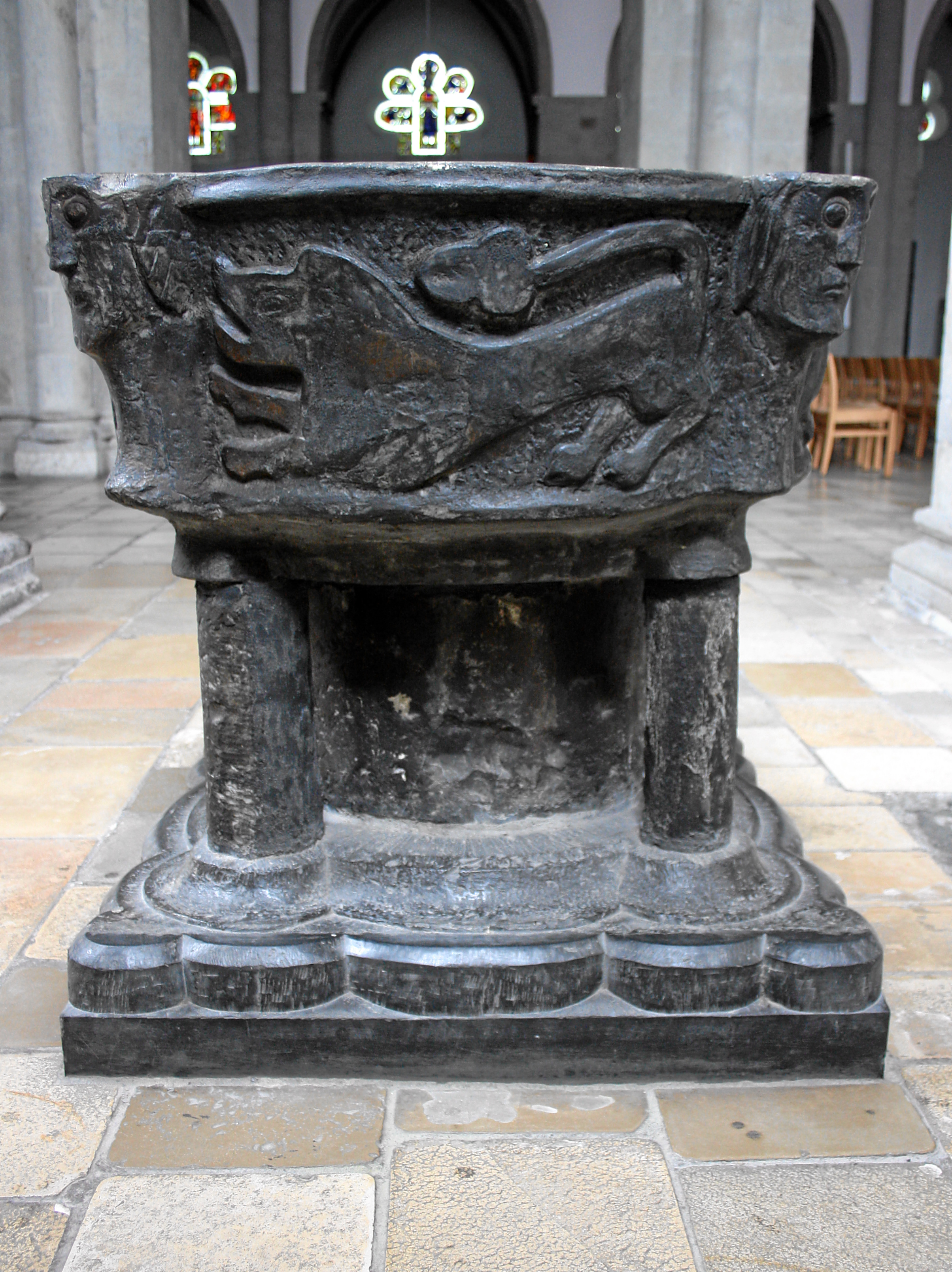
Taufbecken, 12. Jahrhundert
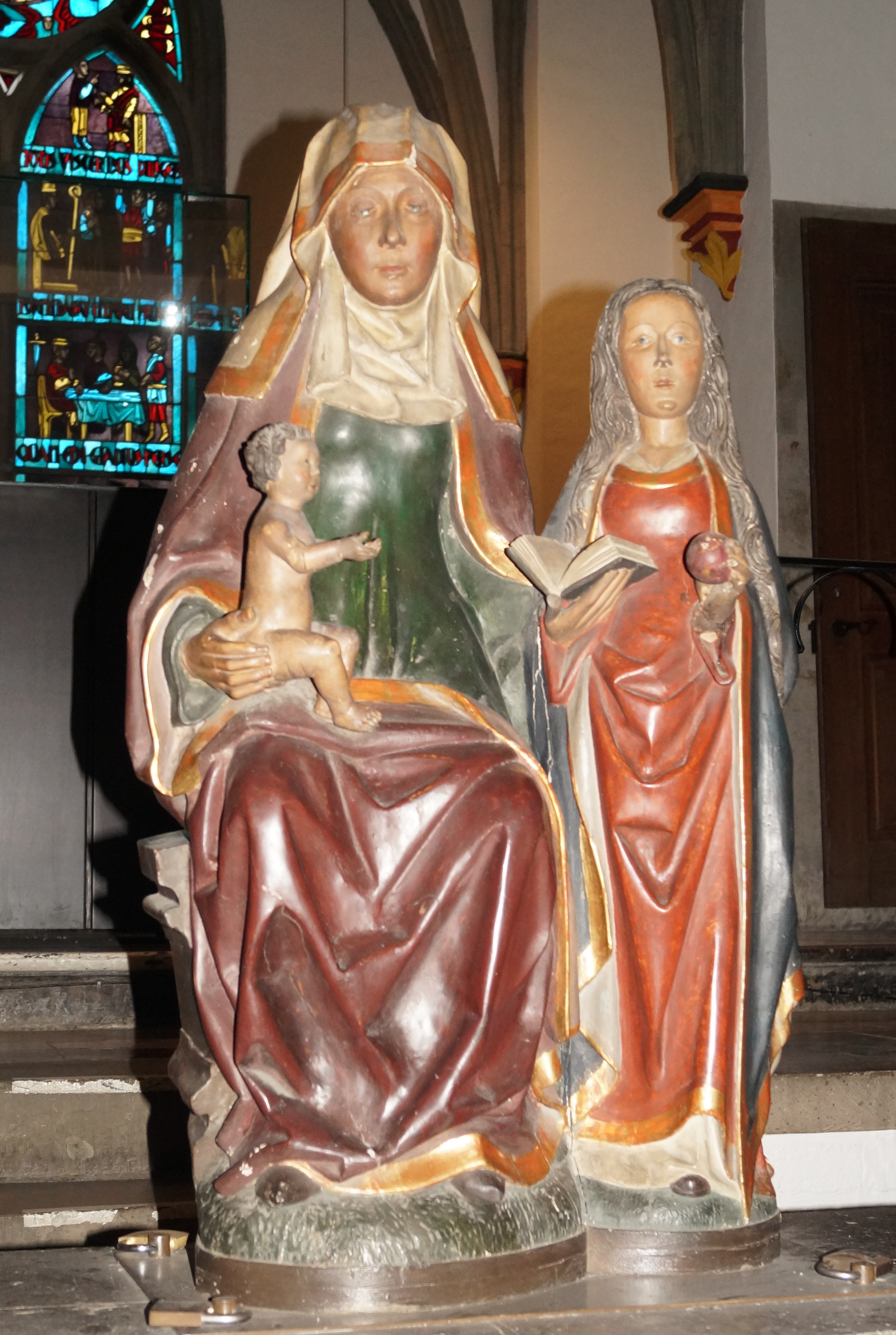
Anna selbdritt im Martinus-Chor (15. Jh.)

### Krypta
Die Krypta ist der älteste Raum im Münster. Die Architektur und die innere Gestaltung gehen auf das Ende des elften Jahrhunderts – dem Bau der zweiten Klosterkirche zurück. Die Krypta ist zu Ehren der Muttergottes geweiht – dies entspricht den ur-menschlichen Vorstellungen und dem antiken Brauch, Mutterheiligtümer in den Schoß der Erde zu verlegen. Architektonisch besteht die Krypta aus einem Hallenraum mit drei Schiffen und fünf quadratisch angelegten Jochen. Den Abschluss im Osten bildet der Marienaltar. Das Gnadenbild der „Madonna in der Kluft“, eine niederrheinische Eichenholzplastik um 1480, stellt die Gottesmutter als „Unsere Liebe Frau“ dar, die mit der Linken das mit einem Papageien spielende Kind hält.

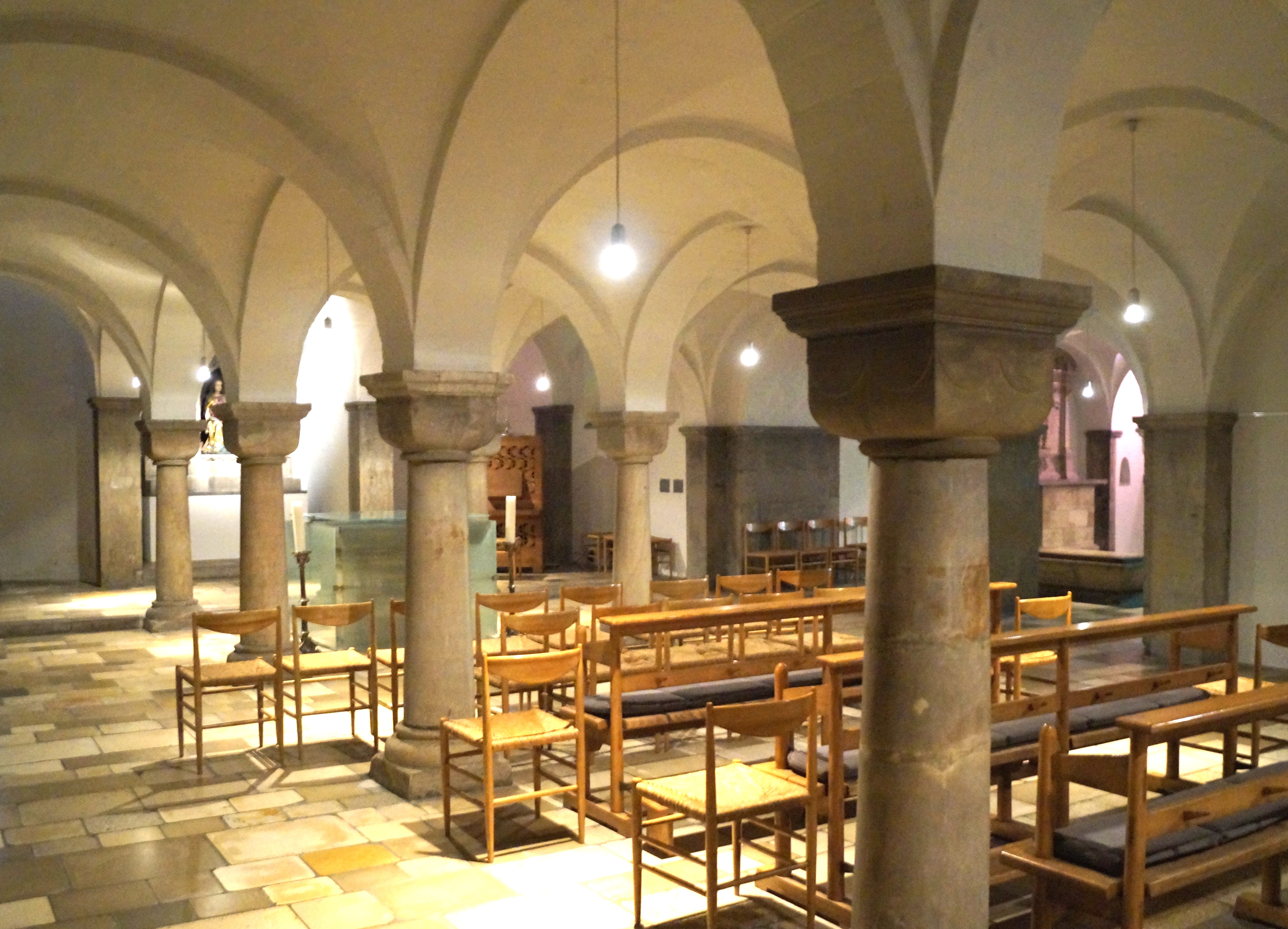
Krypta
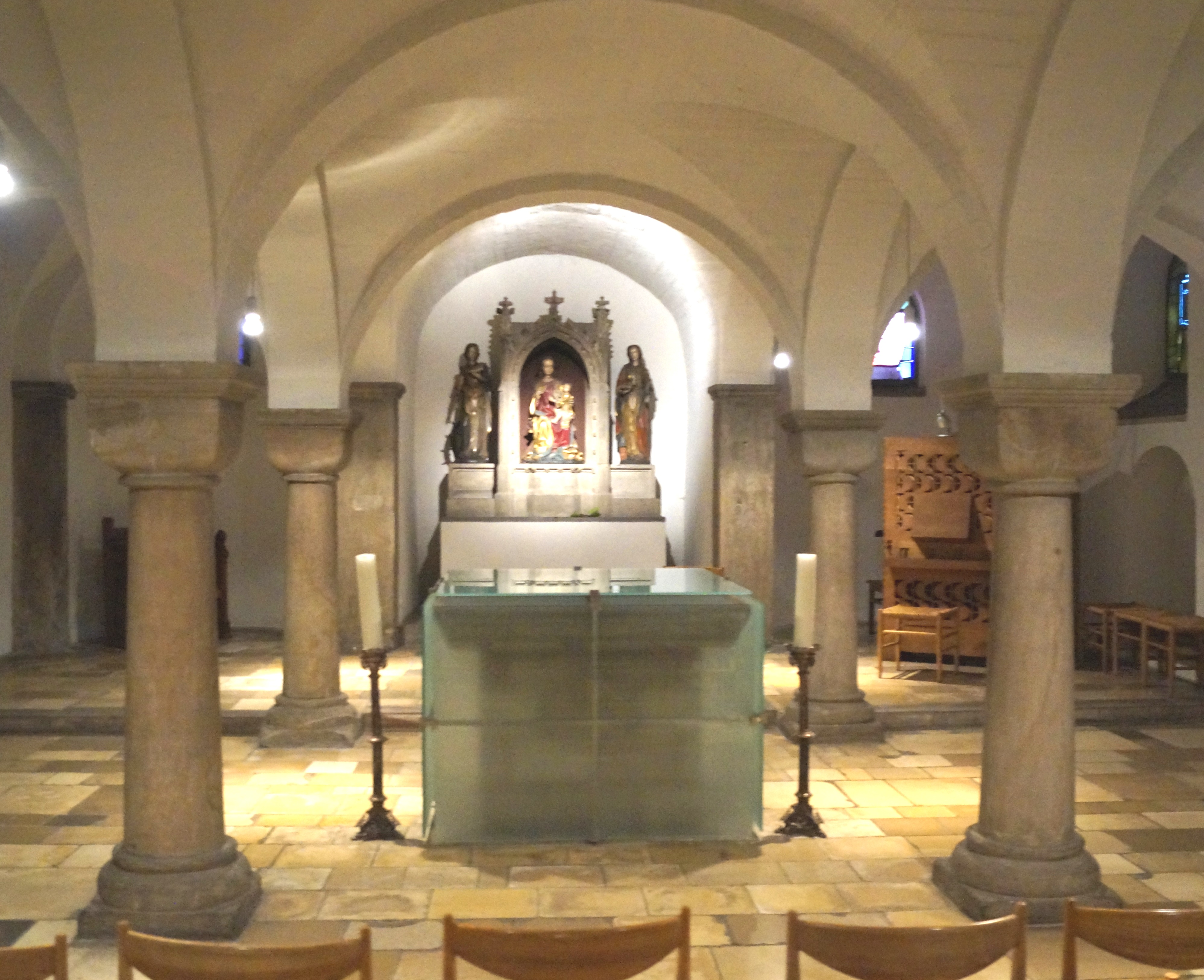
Altar und Gnadenbild
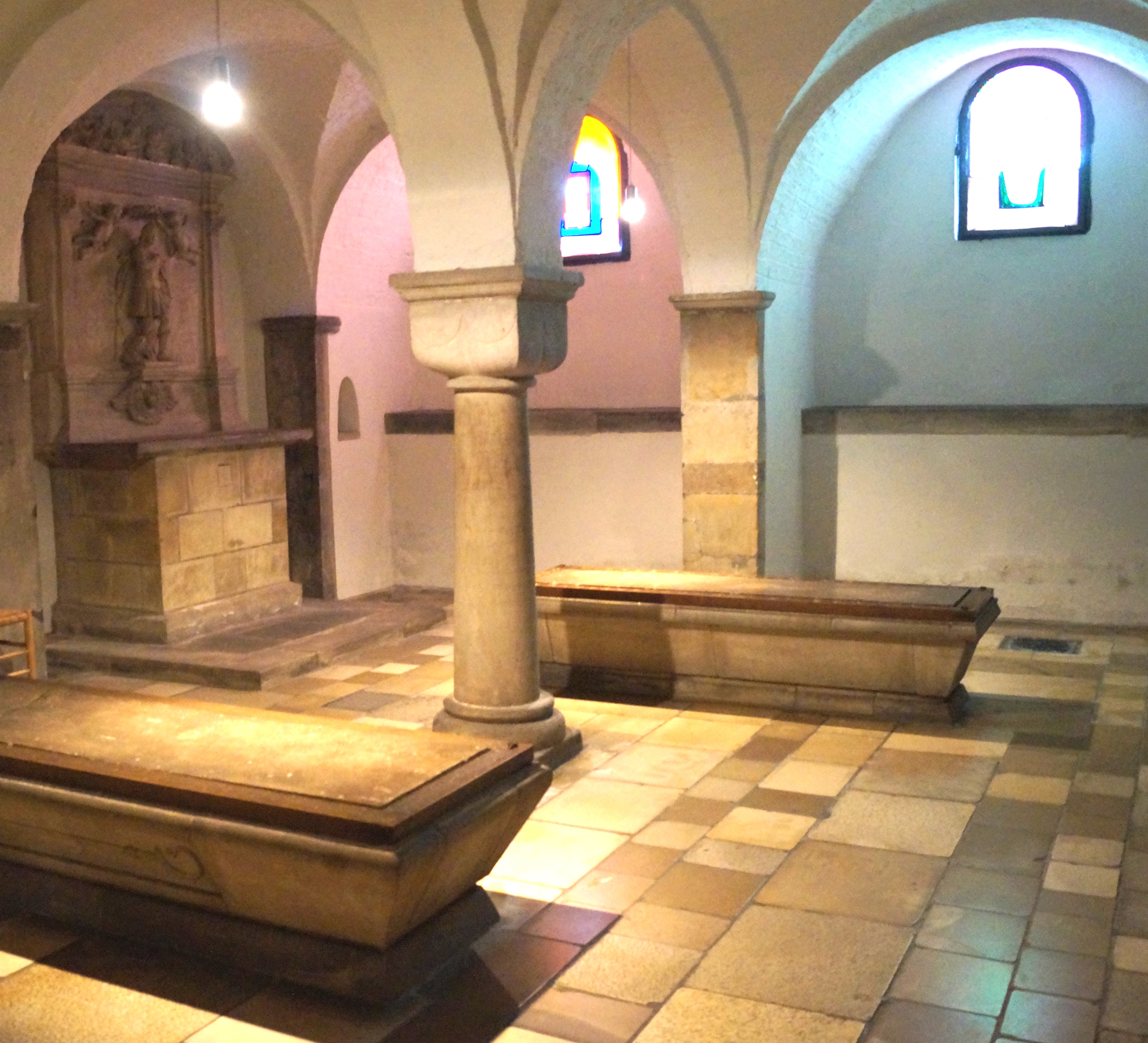
Sarkophage

### Fenster

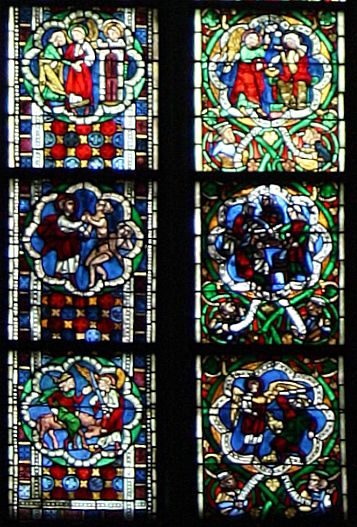
Detail des Bibelfensters von 1260

Die Kirche, aber auch die Krypta und Sakristei sind reich mit Werken der Glasmalerei ausgestattet. Das älteste noch aus der Frühgeschichte des Münsters erhaltene „Bibelfenster“ stammt aus dem 13. Jahrhundert.
- Das „Bibelfester“ im Chor von 1260, Künstler unbekannt
- Vier Fenster im Chor von Wilhelm Geyer (1956) zeigen die Lebensgeschichte Abrahams, Jakobus, Mose und Davids und Gleichnisse
- Sieben Hochfenster im Chor von Wilhelm Geyer (1956) zu Schöpfung, Erschaffung des Menschen, Arche Noachs, Geheime Offenbarung, Schalenengel und das Neue Jerusalem
- Sechs Obergadenfenster von Daan Wildschut (1957) mit Darstellungen von Aposteln mit Motiven und Gestalten des Alten Testaments
- Vier Fenster im Martinschor von Wilhelm Geyer (1960). Eines der spitzbogigen Fenster zeigt in sechs Bildfeldern Motive aus dem Leben des hl. Benedikt.[28]
- Das Fenster im Kreuzgang von Joachim Klos (1960) als „Freie Komposition“
- Vier Fenster in der Abtskapelle von Daan Wildschut (1961) mit der Darstellung der Erzengel Uriel, Gabriel, Rafael und Michael
- Verglasung der sechs Seitenschifffenster von Wilhelm Geyer (1965) „Verehrung des Kreuzes“ und „Abwehr des Bösen“
- Neun Seitenschifffenster als „Geometrische Kompositionen“ von Wilhelm Buschulte (1975)
- Zwei Fenster in der Sakristei von Hans Lünenborg (1981) mit der Darstellung von Passionsmotiven unter Verwendung der Restverglasung aus dem 16. Jahrhundert
- Sieben Fenster in der Krypta von Georg Meistermann (1984) mit Motiven aus der Lauretanischen Litanei und Mariensymbolen
- Die „Geometrische Komposition“ im Fenster über dem Seiteneingang von Wilhelm Buschulte (2007)
- Zwei Probescheiben im Kreuzgang von Daan Wildschut (1956) „Verkündigung an Maria“ und „Christi Geburt“
- Probescheibe im Kreuzgang von Walther (Hugo) Benner (1956) „Kreuzigung“
- Probescheibe im Kreuzgang von Heinrich Dieckmann (o. J.) „Kreuztragung“

## Orgel

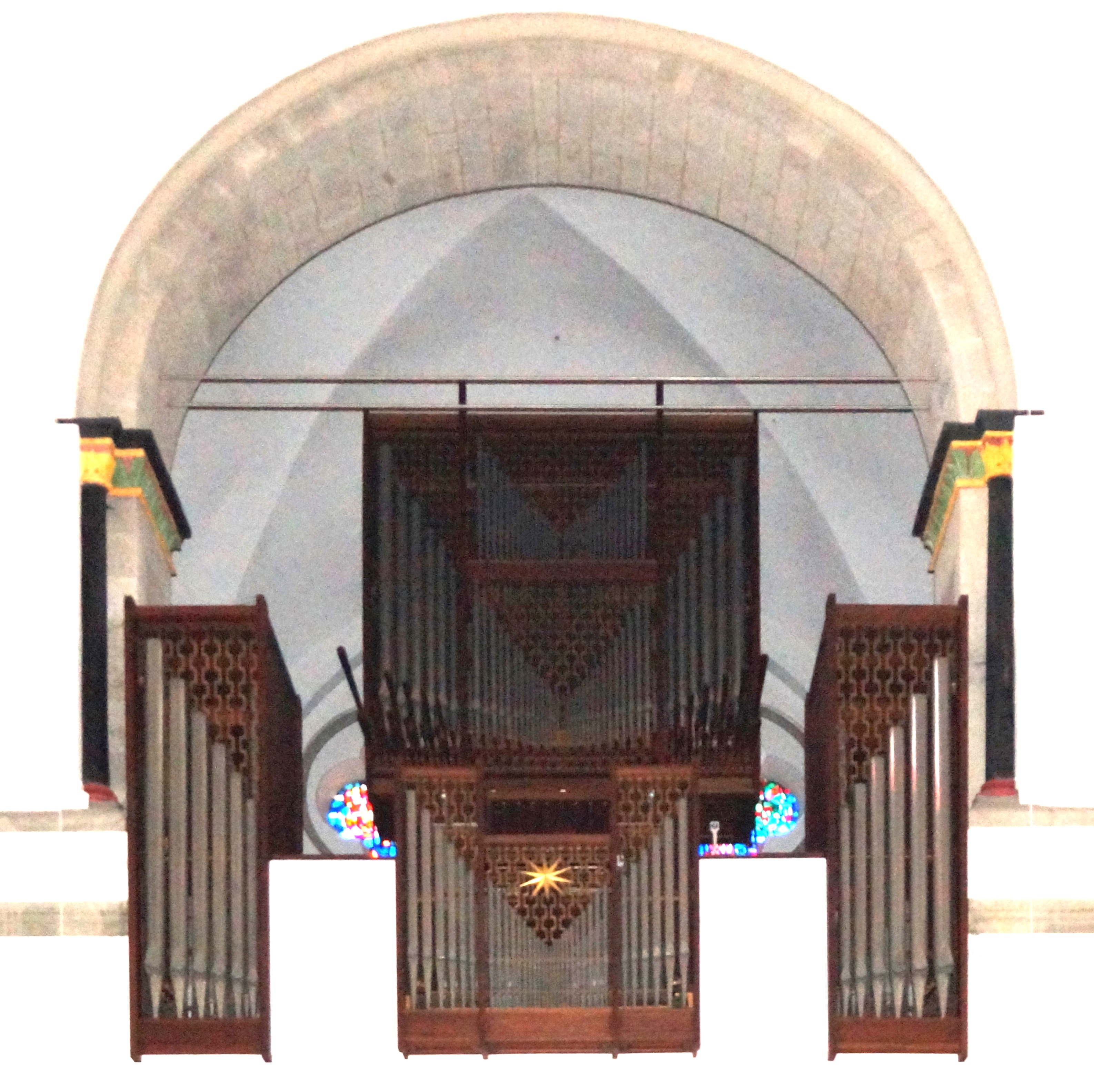
Orgelprospekt

Die Orgel wurde 1961 von der Orgelbaufirma Rieger (Vorarlberg, Österreich) erbaut. Das Instrument hat 44 Register auf 3 Manualen und Pedal. Die Spieltraktur ist mechanisch, die Registertraktur elektrisch. Das 2008 generalüberholte Instrument hat folgende Disposition:
| I Rückpositiv C–g3 |                 |       |
| 1.                 | Rohrflöte       | 8′    |
| 2.                 | Salicional      | 8′    |
| 3.                 | Principal       | 4′    |
| 4.                 | Koppelflöte     | 4′    |
| 5.                 | Quinte          | 1 ⁄3′ |
| 6.                 | Gemshorn        | 2′    |
| 7.                 | None            | 8⁄9′  |
| 8.                 | Sesquialtera II | 2 ⁄3′ |
| 9.                 | Scharff IV      | 1 ⁄3′ |
| 10.                | Krummhorn       | 8′    |
| 11.                | Schalmey        | 4′    |
|                    | Tremulant       |       |

| II Hauptwerk C–g3 |                      |          |
| 12.               | Pommer               | 16′      |
| 13.               | Principal            | 8′       |
| 14.               | Spitzflöte           | 8′       |
| 15.               | Octave               | 4′       |
| 16.               | Rohrflöte            | 4′       |
| 17.               | Quinte               | 2 ⁄3′    |
| 18.               | Superoctave          | 2′       |
| 19.               | Larigot              | 1 ⁄3′+1′ |
| 20.               | Mixtur VI            | 1 ⁄3′    |
| 21.               | Cornett VI (ab fis0) | 8′       |
|                   | horizontal:          |          |
| 22.               | Trompete             | 8′       |
| 23.               | Clairon              | 4′       |
|                   | Tremulant            |          |

| III Brustwerk C–g3 |               |        |
| 24.                | Holzgedackt   | 8′     |
| 25.                | Holzrohrflöte | 4′     |
| 26.                | Quintade      | 4′     |
| 27.                | Principal     | 2′     |
| 28.                | Blockflöte    | 2′     |
| 29.                | Terz          | 1 3⁄5′ |
| 30.                | Sifflet       | 1′     |
| 31.                | Cymbel II     | 1⁄2′   |
| 32.                | Musette       | 16′    |
| 33.                | Rankett       | 8′     |
|                    | Tremulant     |        |

| Pedal C–f1 |               |        |
| 34.        | Subbass       | 16′    |
| 35.        | Octavbass     | 8′     |
| 36.        | Subbass       | 8′     |
| 37.        | Quinte        | 5 1⁄3′ |
| 38.        | Choralbass    | 4′     |
| 39.        | Flöte         | 2′     |
| 40.        | Götz          | 4′     |
| 41.        | Hintersatz IV | 2 ⁄3′  |
| 42.        | Fagott        | 16′    |
| 43.        | Posaune       | 8′     |
| 44.        | Zinke         | 4′     |
|            | Tremulant     |        |

- Koppeln: I/II, III/II, I/P, II/P, III/P
- Spielhilfen: 6-fache mechanische Setzeranlage + Pleno
- Nebenregister: Cymbelstern, Nachtigall

Das Pedalregister Götz 4′ wurde 1980 nachträglich anstelle eines Regal 2′ eingebaut; es handelt sich um eine leise Flöte mit einem nur hier vorkommenden Registernamen. Josef von Glatter-Götz, der damalige Inhaber der Firma Rieger, konzipierte das Register und nannte es aus einer Laune heraus „Götz“.

## Glocken
Die drei ältesten nachweisbaren Kirchenglocken des Münsters stammten aus dem 13., 14. und 15. Jahrhundert. Sie wurden durch Kriegseinwirkungen zerstört.
Die einzige aus abteilicher Zeit erhaltene Laurentiusglocke von 1693 kehrte aus Euskirchen zurück.
Die zehn neuen Glocken wurden 1965 von Wolfgang Hausen-Mabilon, Fa. Mabilon & Co., Saarburg gegossen. Unter Probst Josef Kauff und Hans Neuenhofer, Leiter des eigens gegründeten Glockenausschusses, wurden die finanziellen Mittel über großzügige Spenden von Gönnern und Förderern aus der Region erbracht.
Eine klangliche Beurteilung des großen Geläuts bescheinigt, dass es „bei bester musikalischer Übersichtlichkeit, vitalem Fluss der Klangentfaltung eine außergewöhnlich prächtige, feierliche und dabei im Ganzen doch frohe Wirkung erzielt“.

### Technische Daten
Quelle:
| Glocke | Name              | Durchmesser | Gewicht  | Schlagton |
| ------ | ----------------- | ----------- | -------- | --------- |
| 1      | Vitusglocke       | 1860 mm     | 4100 kg0 | a0        |
| 2      | Heiliggeistglocke | 1656 mm     | 2800 kg0 | h0        |
| 3      | Marienglocke      | 1478 mm     | 2000 kg0 | cis1      |
| 4      | Michaelglocke     | 1246 mm     | 1150 kg0 | e1        |
| 5      | Johannesglocke    | 1109 mm     | 800 kg   | fis1      |
| 6      | Petrusglocke      | 1932 mm     | 450 kg   | a1        |
| 7      | Paulusglocke      | 0800 mm     | 350 kg   | h1        |
| 8      | Benediktusglocke  | 0713 mm     | 220 kg   | cis2      |
| 9      | Stephanusglocke   | 0599 mm     | 120 kg   | e2        |
| 10     | Martinusglocke    | 0533 mm     | 90 kg    | fis2      |

### Glockenmotiv
Lateinischer Hymnus: Veni creator spiritus, deutsch „Komm, Heilger Geist, der Leben schafft“ oder „Komm, Schöpfer Geist, kehr bei uns ein“ (Gotteslob Nr. 341, 342 und 351).

## Schatzkammer
Der reiche Goldschmiedeschatz der Abtei ging im Zuge der Säkularisation verloren. Die französischen Revolutionsheere ließen ihn 1794 einschmelzen. Heute besitzt die Schatzkammer nur noch einen Bruchteil ihrer früheren Schätze. Die Schatzkammer befindet sich im Ostflügel der ehemaligen Klosteranlage und ist durch einen Verbindungsgang „trocken Fußes“ vom Münster erreichbar.
Neben einigen bedeutenden Goldschmiedearbeiten der Barockzeit und des 19. Jahrhunderts, die die Reliquien des Klosters neu gefasst haben, ragt besonders ein romanischer Tragaltar (um 1160) heraus, der ein bedeutendes Werk der Kölner Goldschmiede-, Ziselier- und Grubenemailkunst im Rheinland darstellt. Er enthält Reliquien des hl. Gereon und seiner Genossen, diente aber früher dem Abt primär als Zelebrationsaltar auf Reisen oder in Krankenzimmern. Daneben ist ein Elfenbeinkästchen des 13. Jahrhunderts erhalten, das möglicherweise aus dem Orient zur Zeit der Kreuzzüge stammt und zur Aufbewahrung von Reliquien gedient haben könnte. Erhalten sind weiter verschiedene Handschriften, darunter ein Missale des 12. Jahrhunderts, das Totenbuch des Klosters, das „Necrologium Gladbacense“, sowie eine neumierte Choralschrift („Gladbacher Choral“).

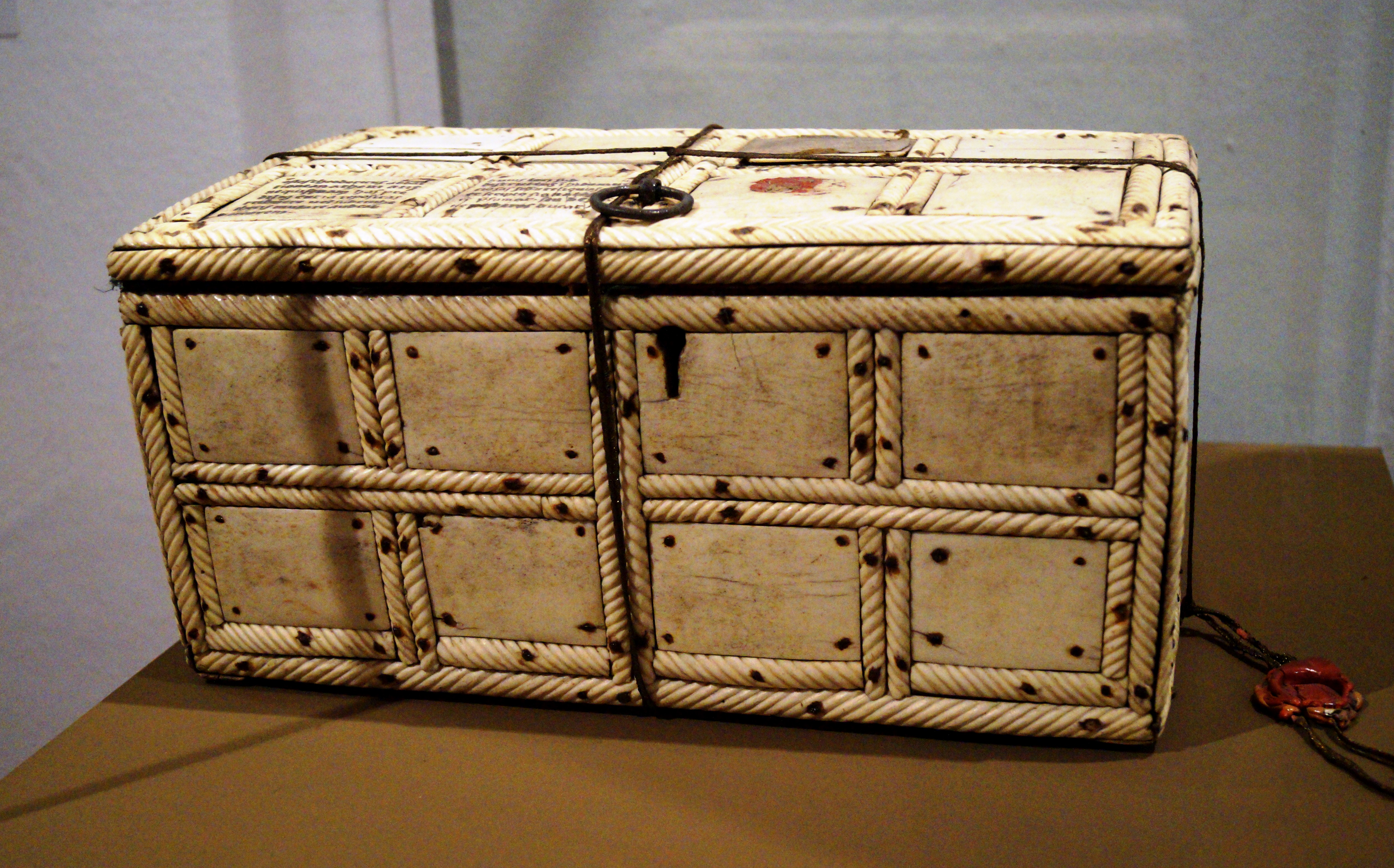
Reliquienkasten Holz/Elfenbein (12.–13. Jh.)
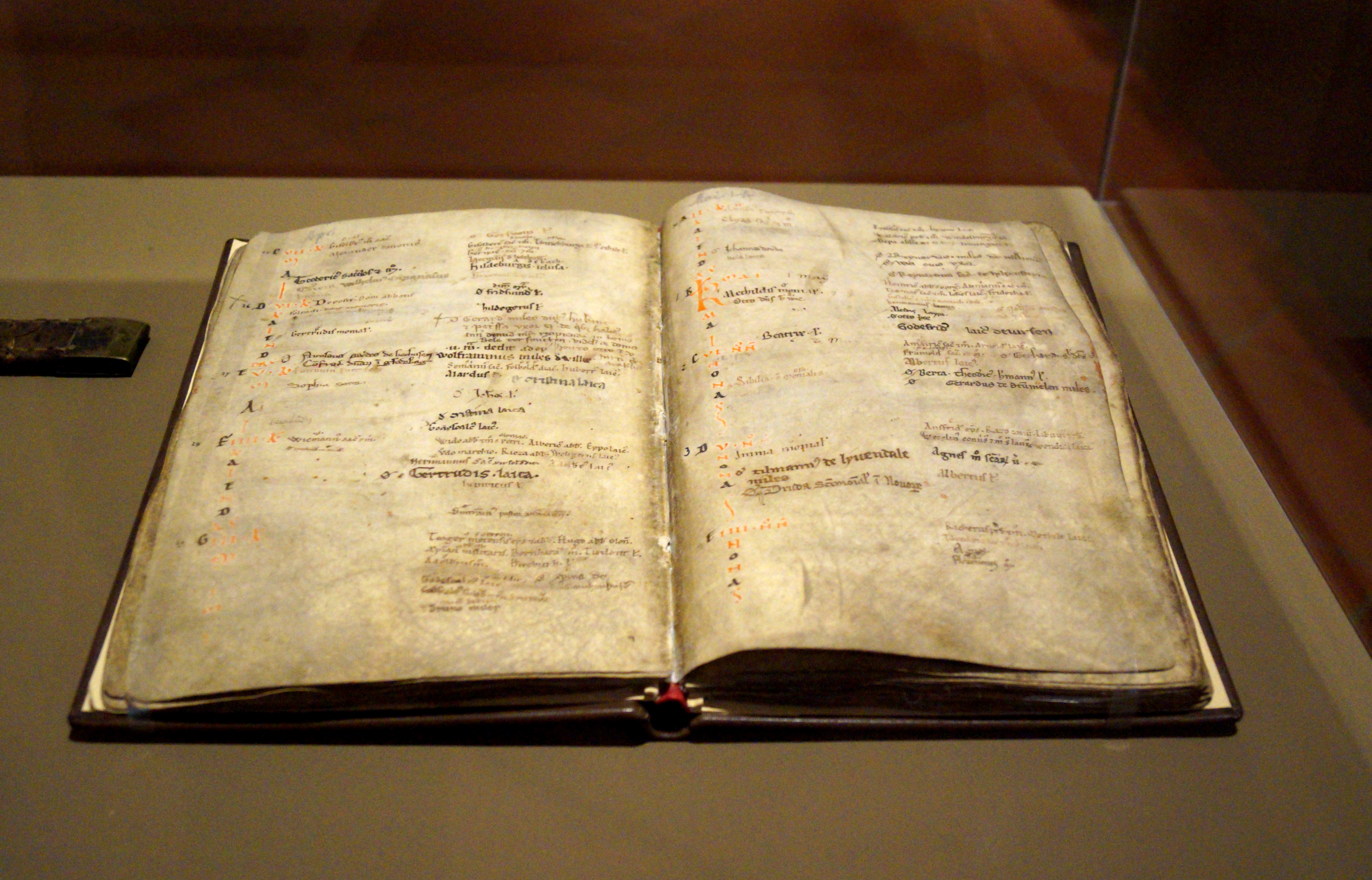
Necrologium Gladbacense, Handschrift (1140–1155)
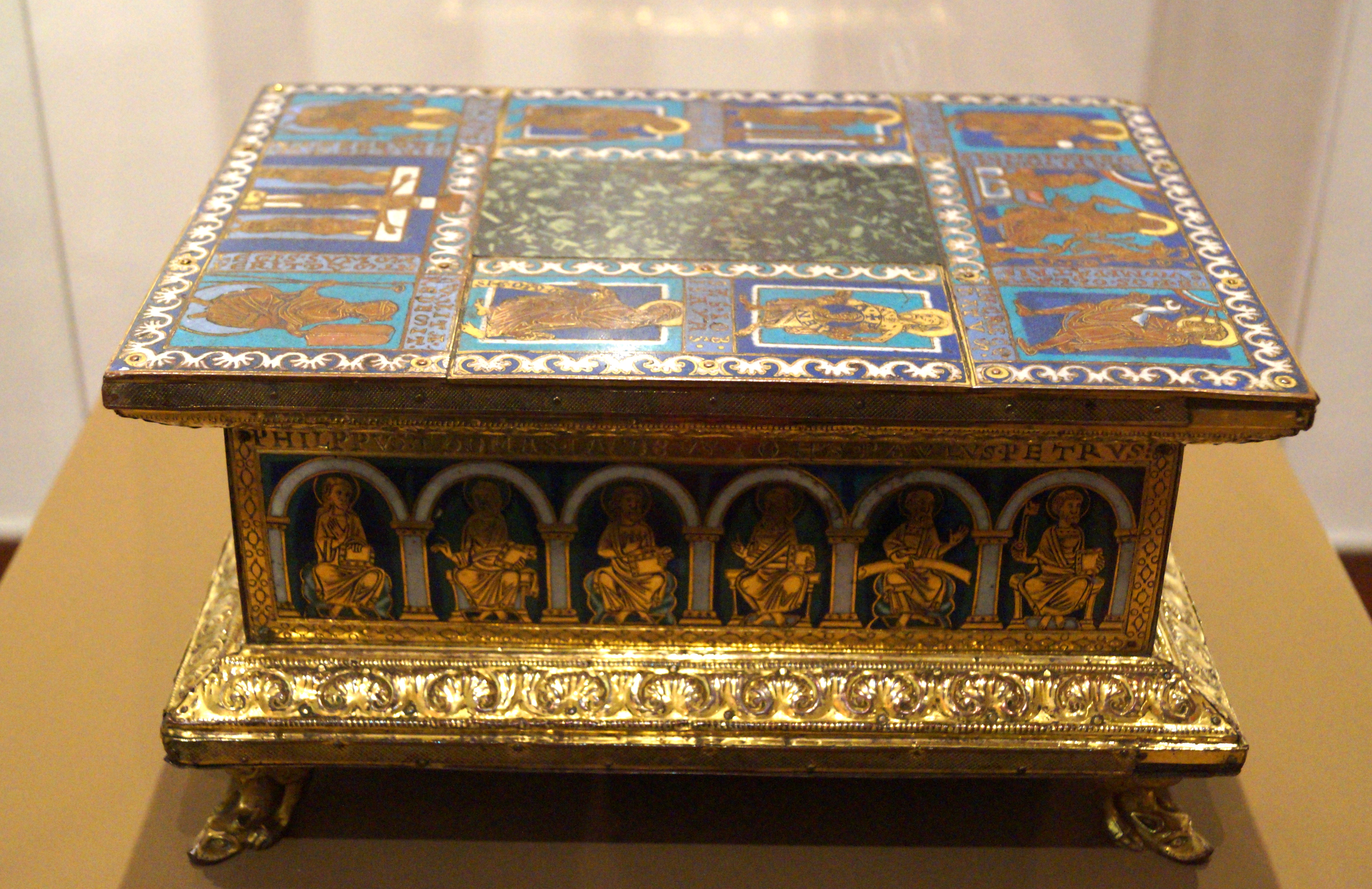
Tragaltar von 1160
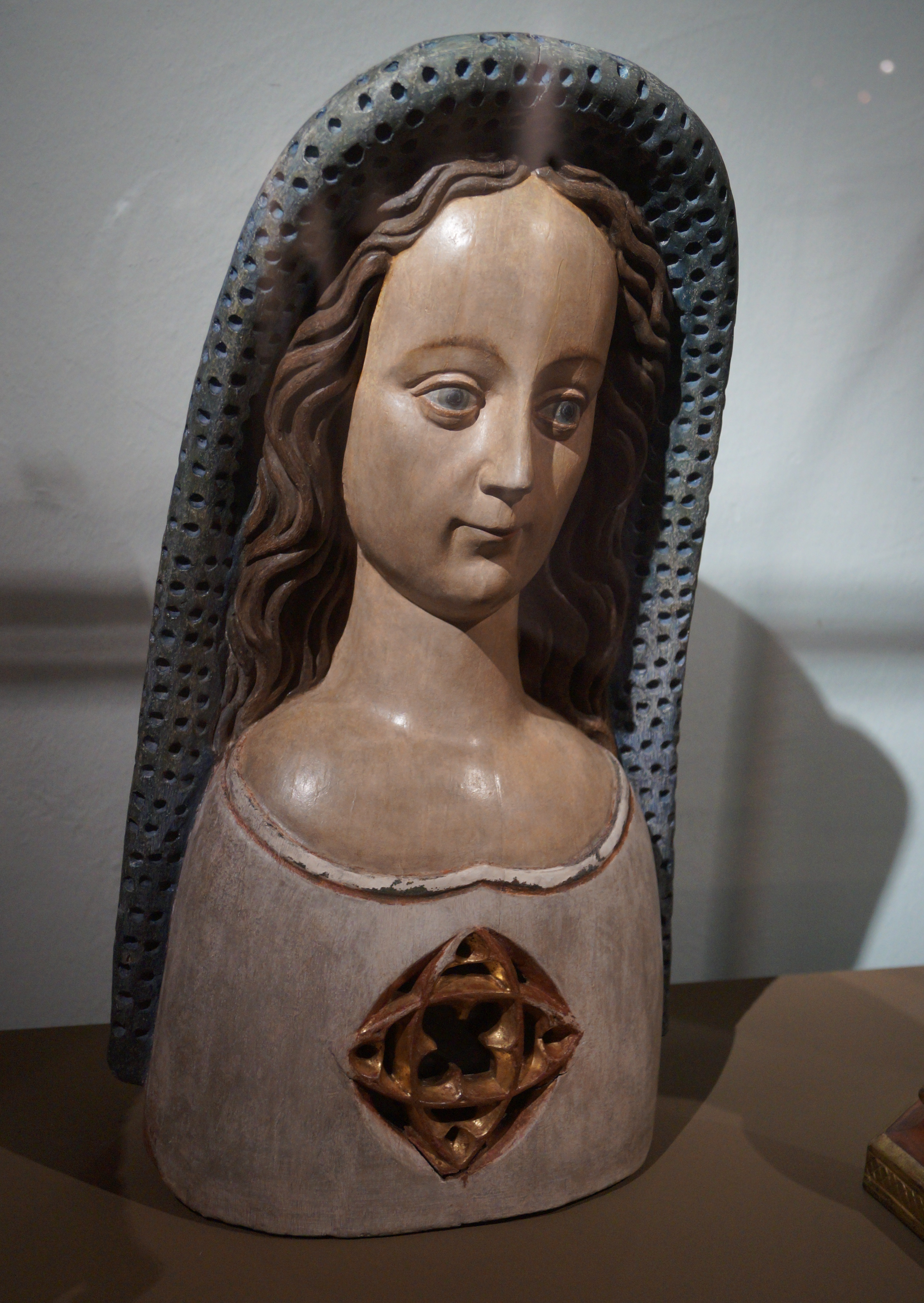
Büste der hl. Ursula (1350–1360)
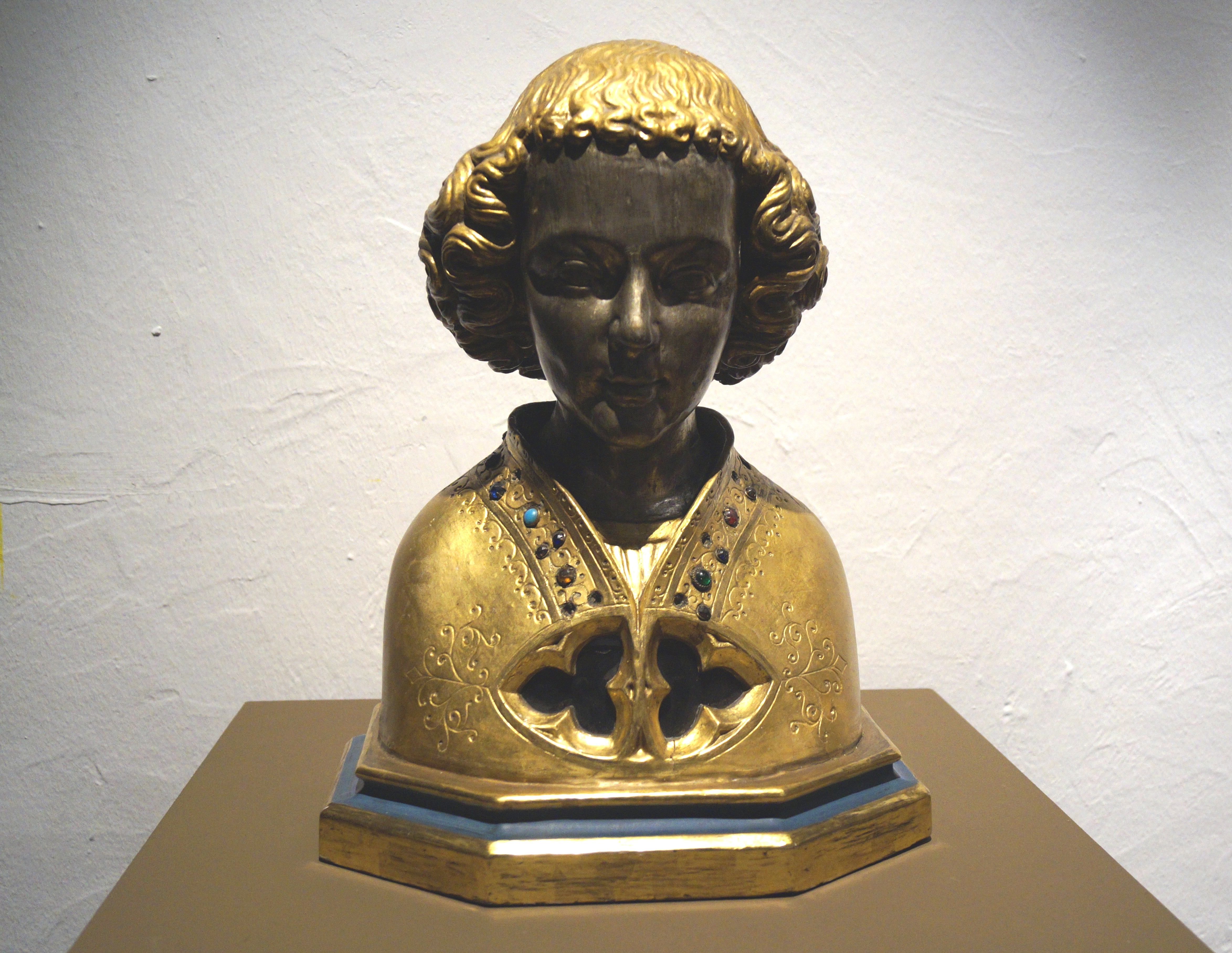
Büstenreliquiar des hl. Vitus (1875)
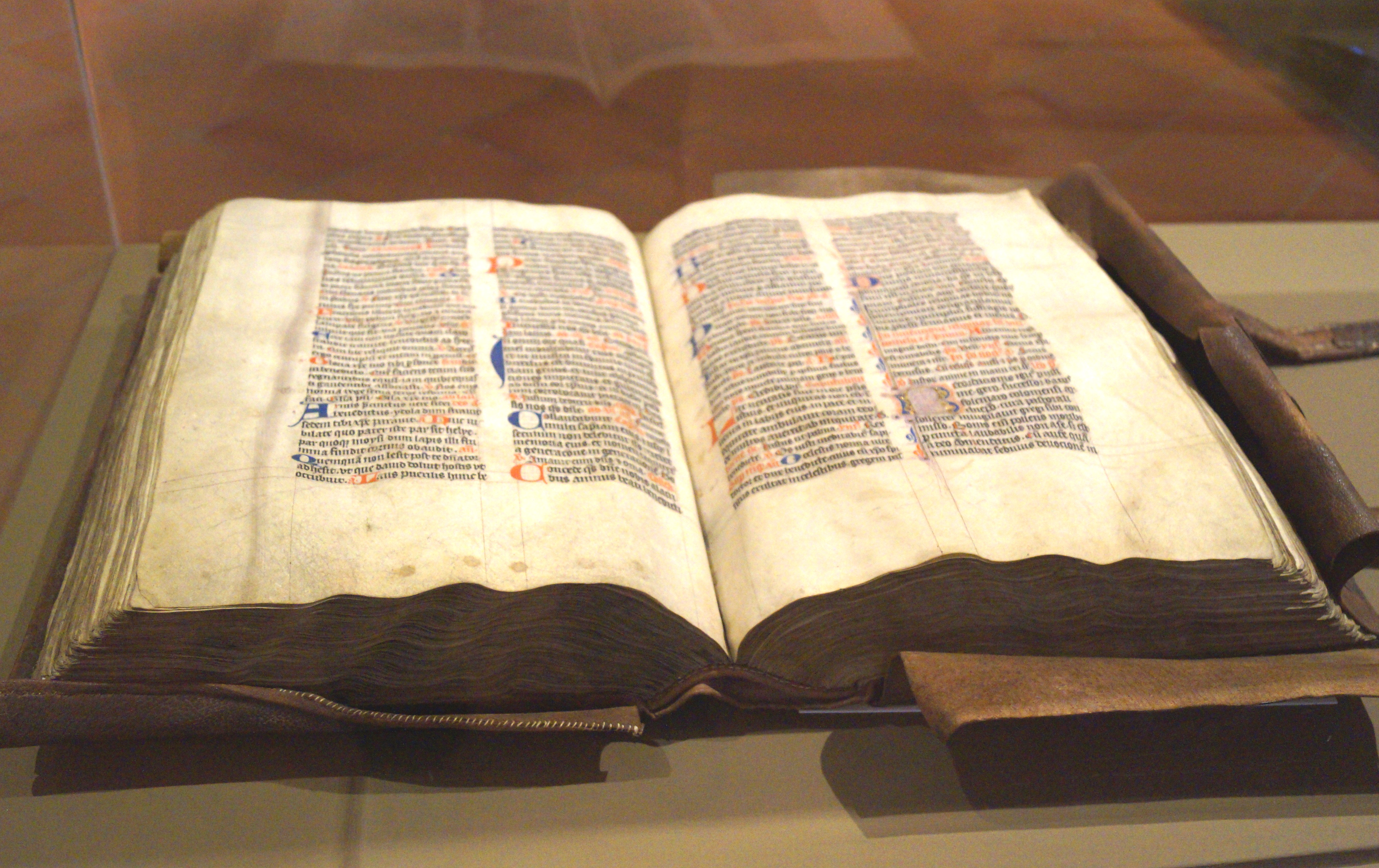
Chorbrevier (Handschrift, 15. Jh.)
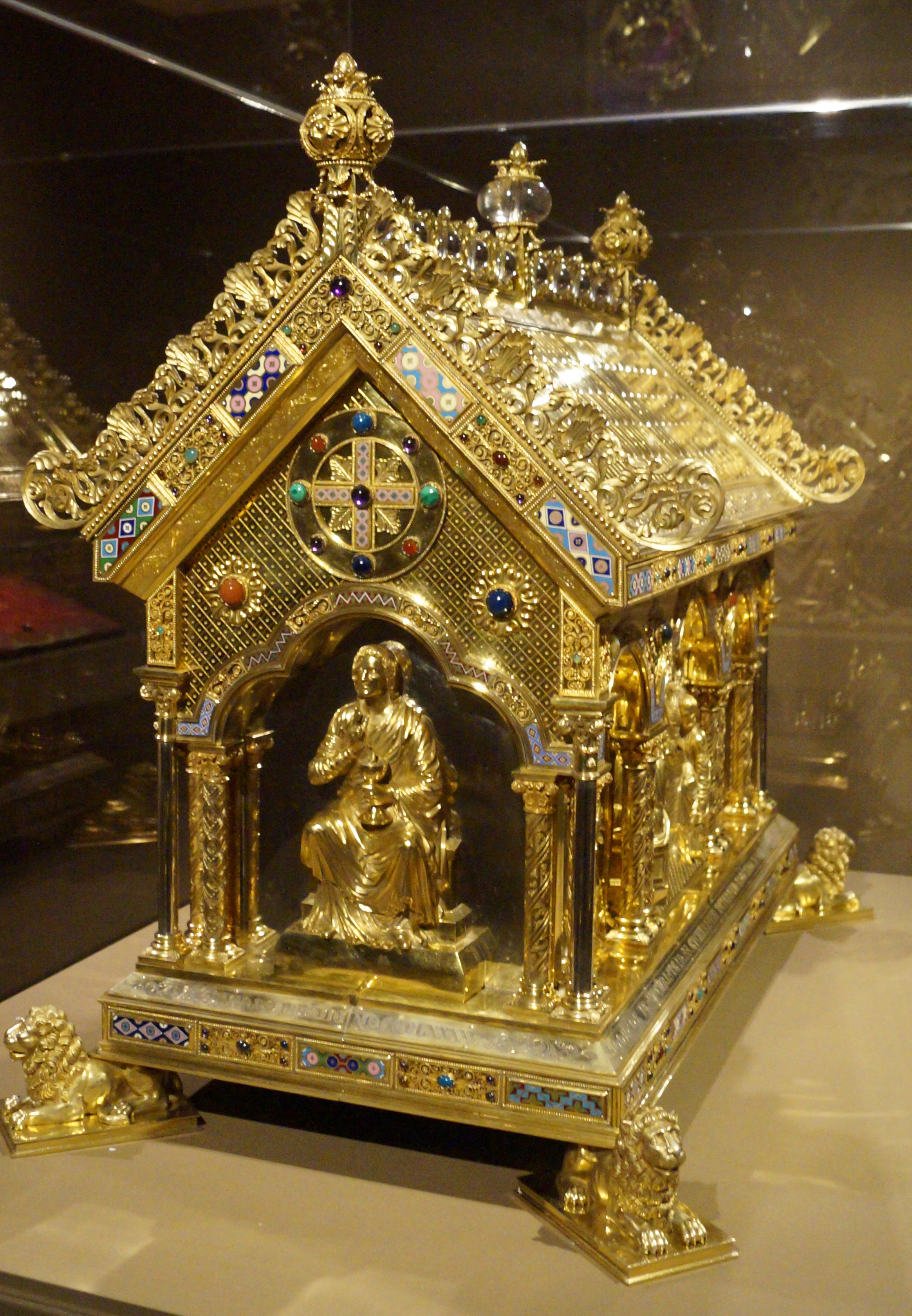
Abendmahlsschrein (1895)
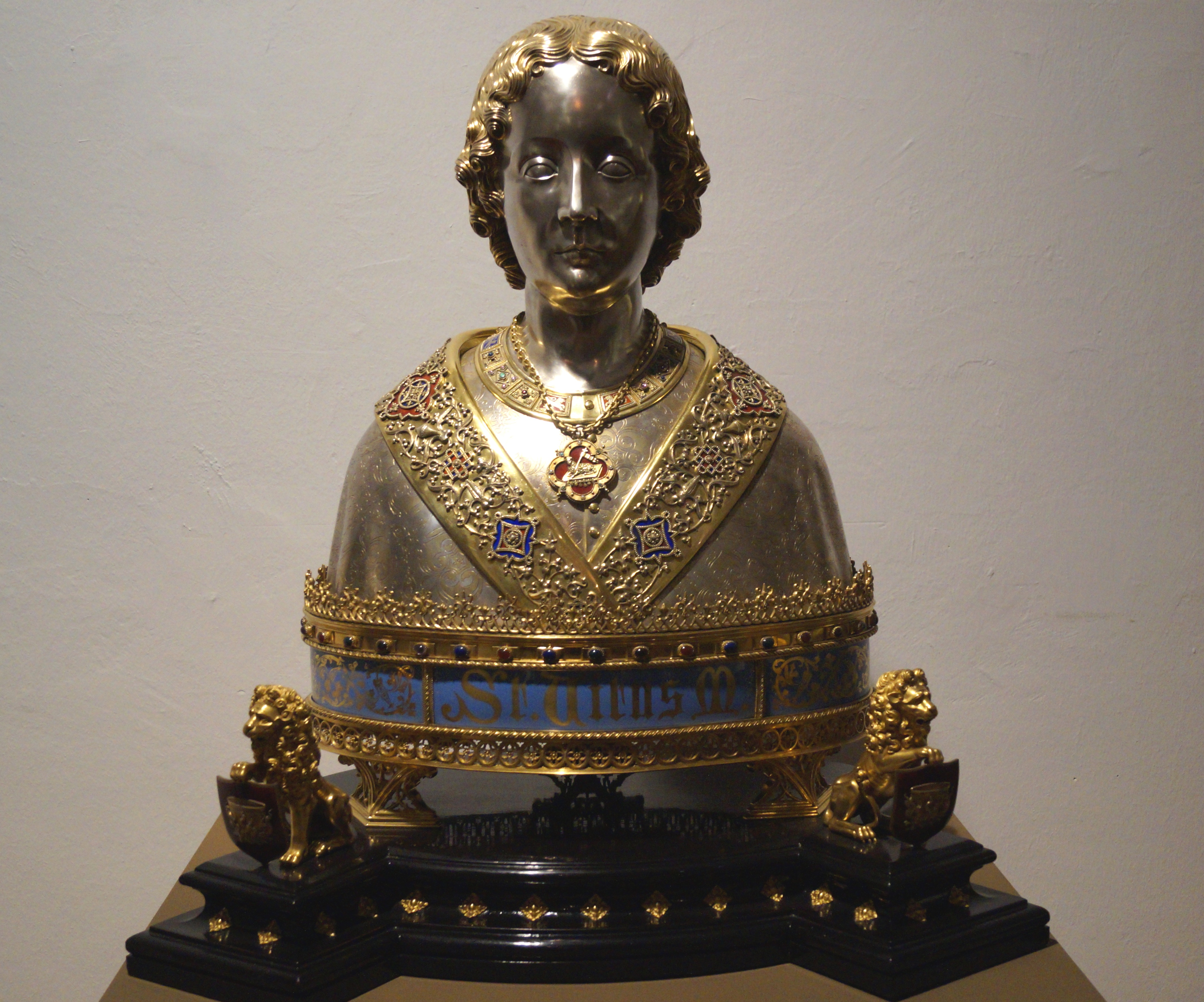
Heiliger Vitus (1895)

In dem vergoldeten Abendmahlsschrein wird das Abendmahlstuch aufbewahrt, welches nach der Überlieferung auf dem letzten Abendmahltisch gelegen haben soll. In einem siebenjährlichen Rhythmus wird es während der Heiligtumsfahrt den Gläubigen gezeigt. 2014 fand die letzte Heiligtumsfahrt statt.
Weiterhin sind von Bedeutung eine germanische Steintafel mit Runenzeichen, eine byzantinische Kasel aus dem Grab des Sandrad im Mittelschiff des Münsters, sowie das Siegel des Albertus Magnus anlässlich der Konsekration des Hochaltars im Jahr 1275 durch ihn. Ferner sind zwei große Holz-Kerzenleuchter des 15. Jahrhunderts erhalten.

## Denkmalschutzbeschreibung
Die Kirche zum hl. Vitus erhebt sich in beherrschender Höhenlage und bildet mit dem Rathaus, an dessen nördlicher Rückseite sie mit der Fassade anstößt, und der etwas höher liegenden Hauptpfarrkirche Mariä Himmelfahrt das herausragende Ensemble der Altstadt.
Bei dem Objekt handelt es sich um eine dreischiffige Pfeilerbasilika mit Westbau und 2-jochigem gotischen Ost-Chor (7/12-Abschluss), nördlich gerade geschlossenem Nebenchor und Sakristei an der Chorseite. An der Südseite des Langhauses kapellenartiger Anbau von 2 Jochen. Die Seitenschiffe sind über dem Turm hinweg bis zu den Treppentürmen vorgezogen.
Im Zusammenspiel mit Pfarrkirche und den ehemaligen Klostergebäuden macht auch und gerade das Münster deutlich, wie das Nebeneinander verschiedener Baustile den Reiz einer Gesamtanlage ausmacht. Trotz der starken Eigenständigkeit der einzelnen Baukörper des Abteiberges hat die Stadt hier ein gelungenes Beispiel gewachsener Zusammengehörigkeit verschiedener Epochen ihrer Vergangenheit. Diese Zeichen von Geschichtlichkeit machen das Ensemble trotz der schweren Zerstörungen des Zweiten Weltkrieges schützenswert.